# 8. Januar
Der 8. Januar (auch 8. Jänner) ist der 8. Tag des gregorianischen Kalenders, somit bleiben 357 Tage (in Schaltjahren 358 Tage) bis zum Jahresende.

## Ereignisse

### Politik und Weltgeschehen

Ab 865: Zug des Großen Heidnischen Heeres der Dänen

- 0871: In der Schlacht von Ashdown besiegt der König von Wessex, Æthelred, das Invasionsheer der dänischen Nordmannen.
- 1297: Truppen unter Francesco Grimaldi dringen als Franziskaner verkleidet in die Festung von Monaco ein und begründen damit die erste Übernahme Monacos durch die Grimaldis, die allerdings nur vier Jahre dauern wird. Francescos Cousin Raniero Grimaldi übernimmt als Familienoberhaupt die Staatsführung.
- 1455: In der Bulle Romanus Pontifex überträgt Papst Nikolaus V. dem portugiesischen König Alfons V., dessen Onkel Heinrich dem Seefahrer und ihren Nachkommen ganz Afrika, das alleinige Schifffahrtsrecht dort, das Handelsmonopol und das Recht, „Ungläubige“ in die Sklaverei zu führen.
- 1706: Im Gemetzel von Aidenbach wird der letzte Widerstand revoltierender bayerischer Bauern im Rahmen des Spanischen Erbfolgekrieges gegen die kaiserlich-habsburgische Besatzung gebrochen.
- 1745: In einer Quadrupelallianz finden sich während des Zweiten Schlesischen Kriegs Österreich, Großbritannien, die Republik der Sieben Vereinigten Provinzen und Sachsen in Warschau zusammen, um die preußische Expansion einzudämmen. Das Bündnis wird im selben Jahr durch den Frieden von Dresden hinfällig.

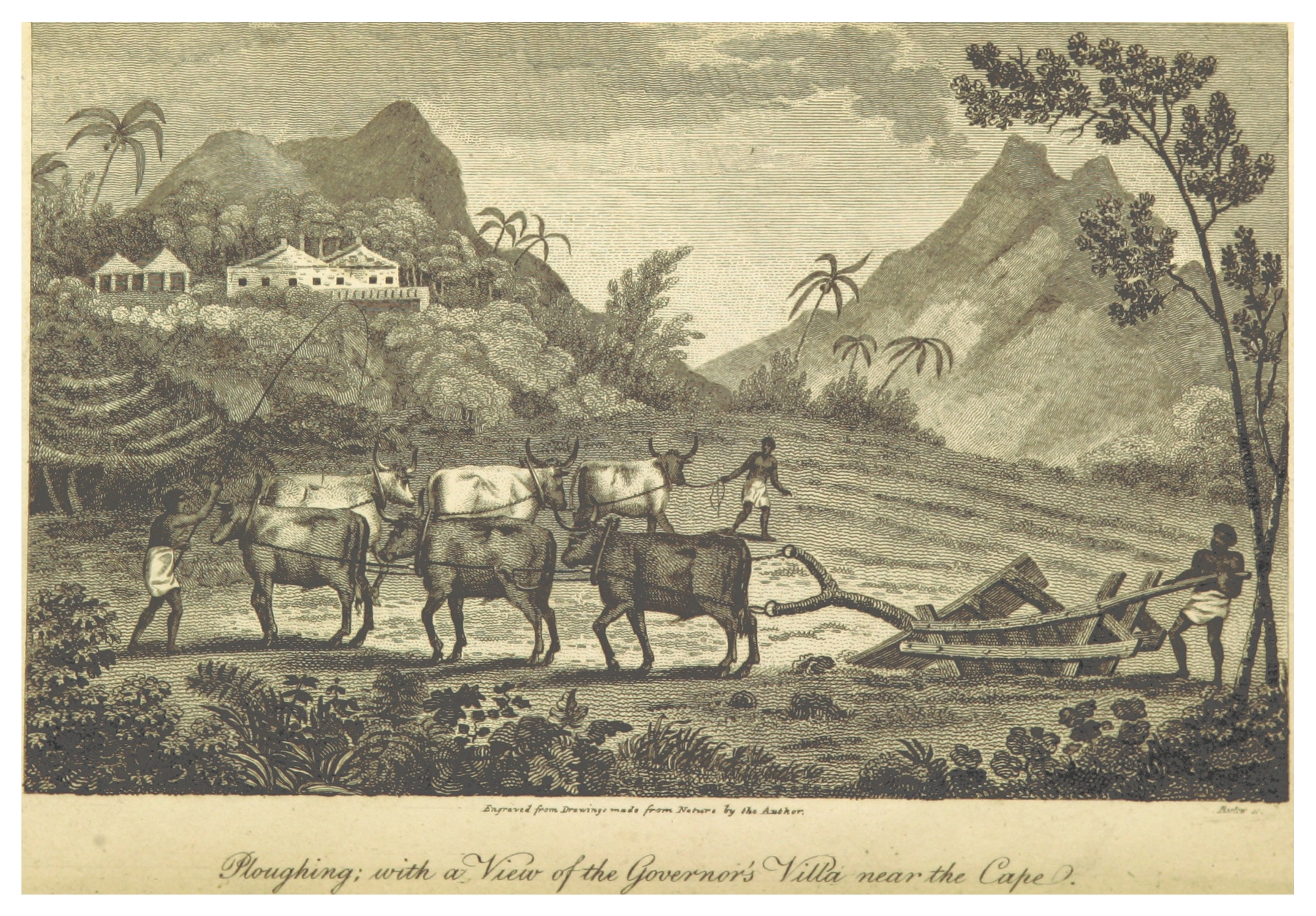
1806: Wohnsitz des ersten britischen Gouverneurs der Kapkolonie

- 1806: Großbritannien erobert die 1803 an die Batavische Republik zurückgegebene Kapkolonie nach dem Wiederaufflammen der Kämpfe mit dem napoleonischen Frankreich und dessen Verbündeten zurück und macht sie zur Absicherung des Seewegs nach Indien zur britischen Kolonie.

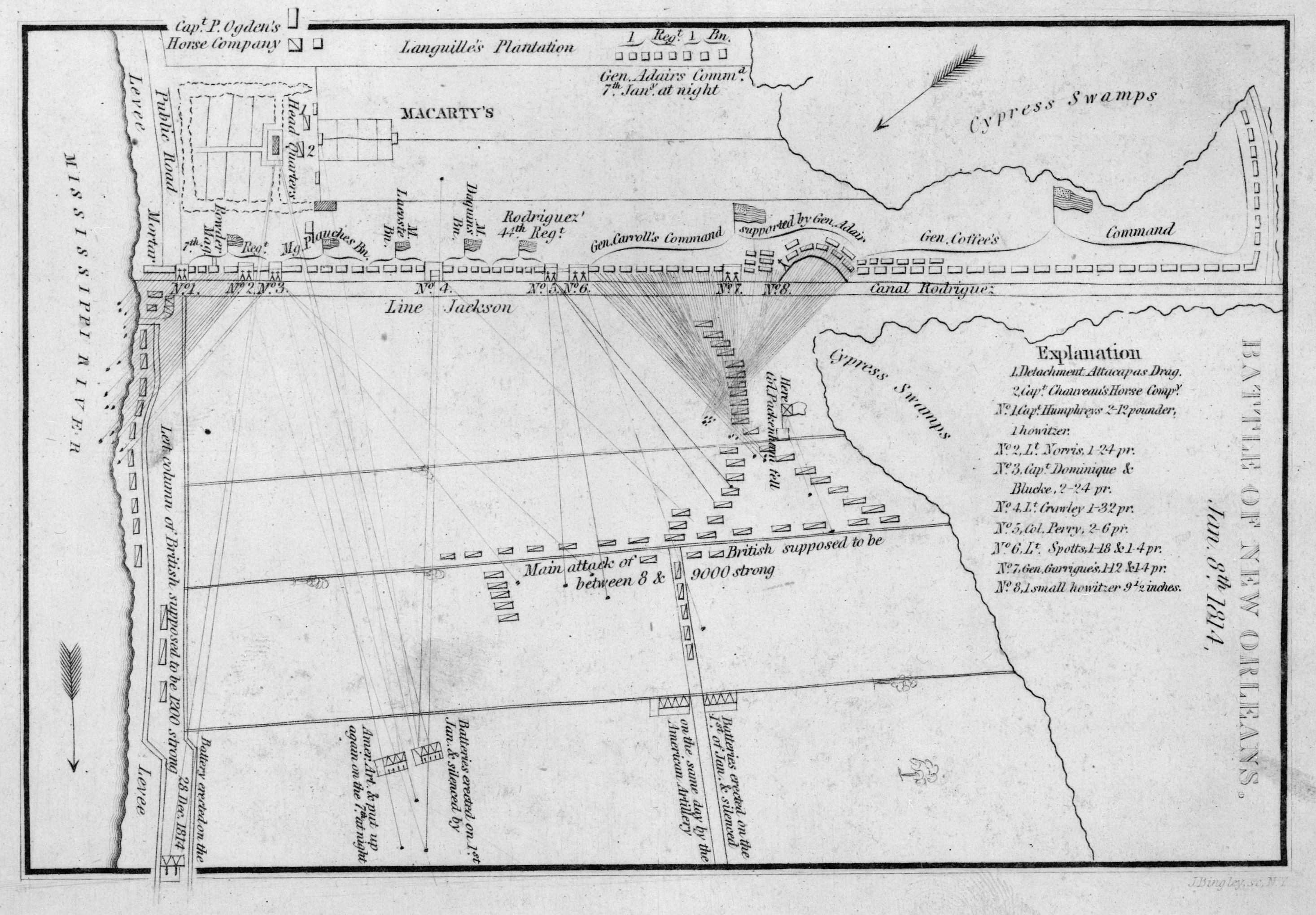
1815: Schlacht von New Orleans

- 1811: Im Orleans-Territorium beginnt der Sklavenaufstand an der German Coast, der zwei Tage später von einer Pflanzer-Miliz niedergeschlagen wird.
- 1815: In Unkenntnis der Unterzeichnung des Friedensvertrages von Gent bezwingen US-Milizionäre unter Andrew Jackson in der Schlacht von New Orleans ein britisches Invasionsheer unter Sir Edward Michael Pakenham. Damit endet der Krieg von 1812.
- 1867: Im District of Columbia erhalten Afroamerikaner das Wahlrecht.
- 1877: In ihrer letzten großen Schlacht am Wolf Mountain unterliegen die Oglala-Sioux der US-Kavallerie. Häuptling Crazy Horse muss fliehen.
- 1893: Im Rahmen der Dundee Whaling Expedition entdeckt der Schiffskapitän Thomas Robertson im Weddell-Meer eine Insel, der er den Namen Dundee Island gibt.
- 1912: Im südafrikanischen Bloemfontein wird zur Bekämpfung der Benachteiligung und Unterdrückung der Schwarzen in Südafrika der South African Native National Congress, die Vorläuferorganisation des African National Congress, gegründet.
- 1915: Erster Weltkrieg: Die Schlacht bei Soissons eröffnet nach mehreren Tagen der Ruhe die Kampfhandlungen im neuen Jahr. Die Auseinandersetzung dient von deutscher Seite als Ablenkungsangriff und Entlastung zu den gleichzeitig von den Franzosen gestarteten Angriffen in der Champagne und im Artois.

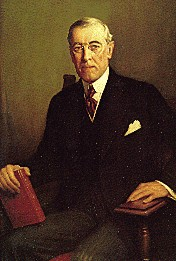
1918: Woodrow Wilson

- 1918: In seinem 14-Punkte-Programm beschreibt US-Präsident Woodrow Wilson die von ihm geplante Friedensordnung in Europa nach dem Ersten Weltkrieg vor beiden Häusern des US-Kongresses. Ein zentraler Punkt dabei ist das Selbstbestimmungsrecht der Völker.
- 1926: Abd al-Aziz ibn Saud lässt sich zum König von Hedschas und Nadschd, dem späteren Saudi-Arabien, ausrufen.
- 1940: Die Schlacht von Suomussalmi im Winterkrieg endet mit einem Erfolg für die finnischen Truppen. Es gelingt ihnen, den sowjetischen Versuch zu vereiteln, Finnlands Verkehrsverbindungen nach Schweden zu unterbrechen.

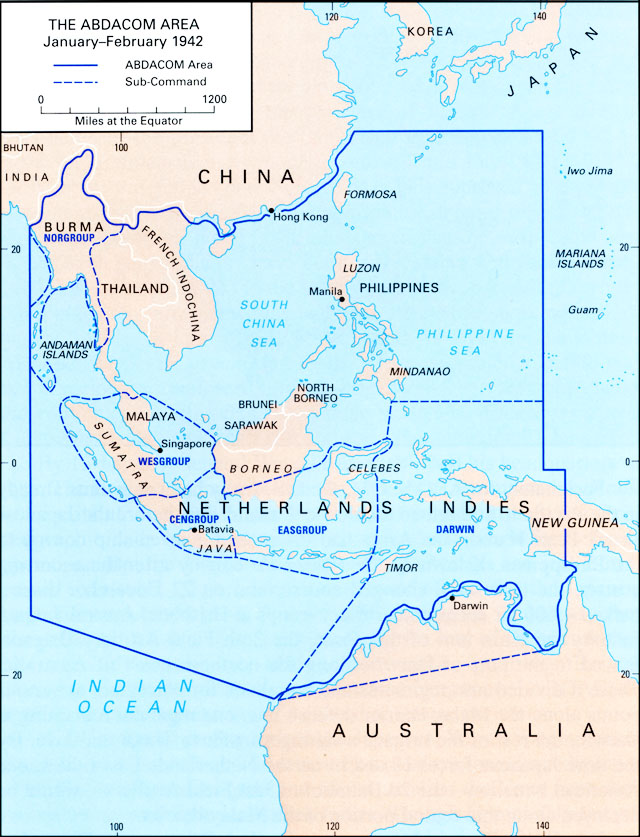
1942: Einsatzgebiet des ABDACOM

- 1942: Um den japanischen Vormarsch im Pazifikkrieg zu stoppen, gründen die Alliierten das gemeinsame Kommando ABDACOM in Singapur.
- 1959: Charles de Gaulle wird erster Staatspräsident der Fünften Republik in Frankreich.
- 1959: Fidel Castro erreicht Havanna und vollendet damit den Sieg der Revolution in Kuba.
- 1961: In einem Referendum entscheiden sich 75 Prozent der französischen Wähler für die Unterstützung der Politik Charles de Gaulles, die auf ein unabhängiges Algerien hinausläuft.
- 1979: In der Akte von Montevideo akzeptieren Argentinien und Chile die päpstliche Vermittlung im Beagle-Konflikt.

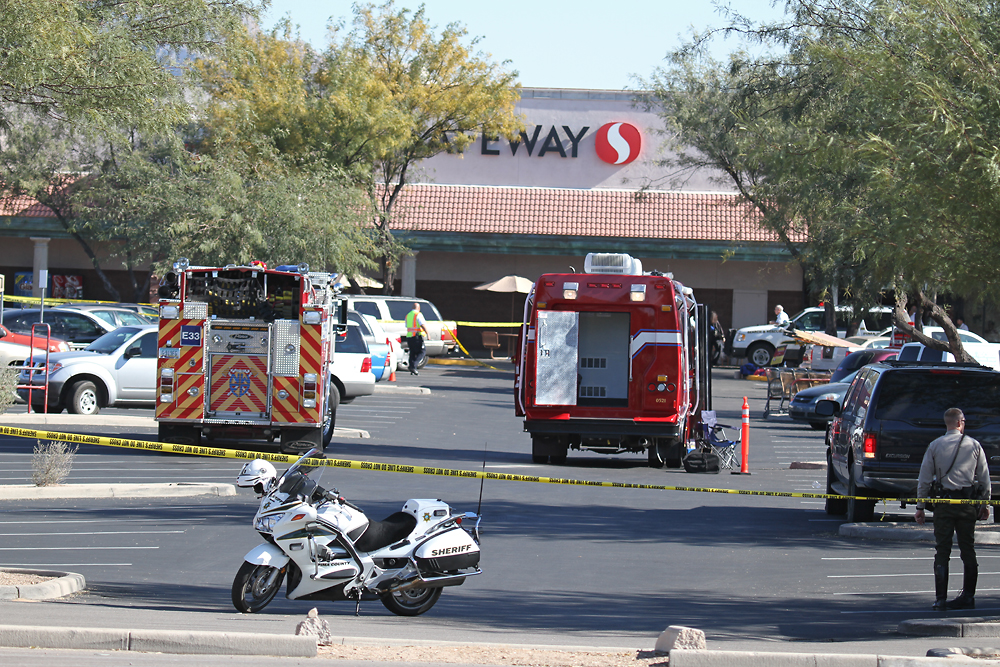
2011: Der Tatort nach dem Attentat

- 2011: Beim Attentat von Tucson auf die Kongressabgeordnete Gabrielle Giffords wird die Mandatsträgerin aus Arizona am Kopf schwer verletzt. Der Täter erschießt anschließend sechs Personen und verletzt dreizehn weitere teils schwer, ehe er überwältigt werden kann.
- 2018: Trotz Protesten wird die als „Immerather Dom“ bekannt gewordene Pfarrkirche St. Lambertus zugunsten des Braunkohle-Tagebaues Garzweiler abgerissen.

### Wirtschaft
- 1889: Herman Hollerith meldet das Patent für ein System zur Verarbeitung von Lochkarten an und begründet damit die maschinelle Datenverarbeitung.
- 1946: Die Braunschweiger Zeitung erscheint erstmals als Lizenzzeitung in der britischen Besatzungszone.
- 1963: Das deutsche Bundesurlaubsgesetz wird verkündet.

### Wissenschaft und Technik
- 1856: Der Chemiker John A. Veatch entdeckt das erste Borax-Vorkommen in den Vereinigten Staaten.
- 1994: Das russische Raumschiff Sojus startet auf seiner Mission Sojus TM-18 zur Raumstation Mir. An Bord befindet sich unter anderem der Bordarzt Waleri Wladimirowitsch Poljakow, der mit über 437 Tagen im All einen Weltrekord für einen andauernden Raumflug aufstellen wird.

2004: Die Queen Mary 2 im Vergleich zur Titanic und anderen Verkehrsmitteln

- 2004: Das zu diesem Zeitpunkt größte Passagierschiff der Welt wird in Southampton von der britischen Königin Elisabeth II. auf den Namen Queen Mary 2 getauft.

### Kultur

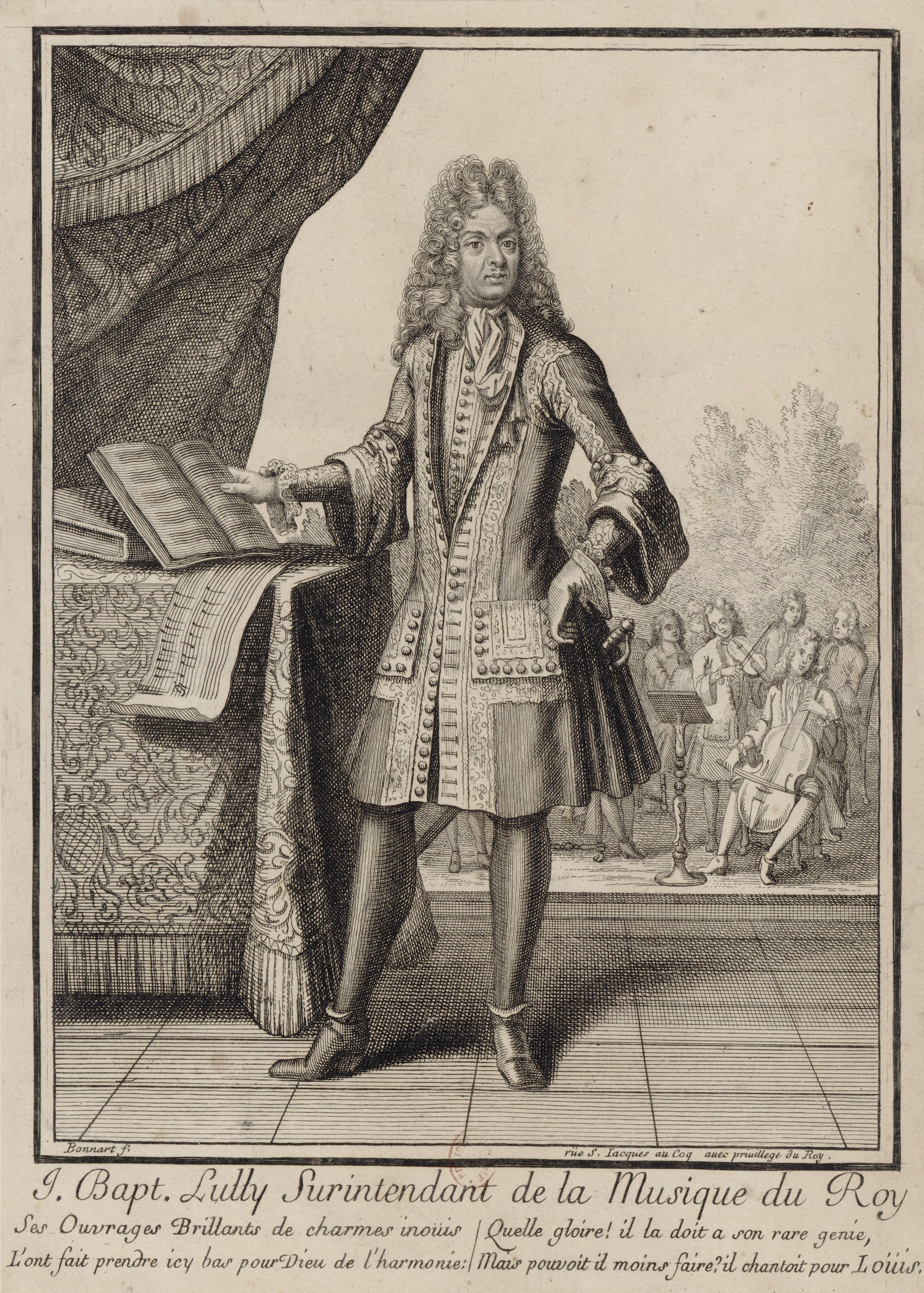
1687: Jean-Baptiste Lully

- 1687: Beim Dirigieren einer neuen Motette rammt sich Jean-Baptiste Lully den Taktstock in den Fuß. Es entwickelt sich Wundbrand. Da er es ablehnt, eine Zehe amputieren zu lassen, stirbt er einige Wochen später an der Verletzung.
- 1705: Am Theater am Gänsemarkt in Hamburg erfolgt mit durchschlagendem Erfolg die Uraufführung von Georg Friedrich Händels erster Oper Almira, Königin von Castilien unter der Leitung von Reinhard Keiser.

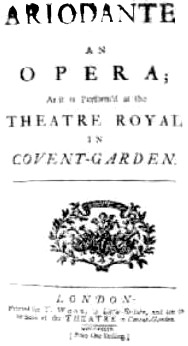
1735: Titelblatt des Textbuches der Ariodante

- 1735: Georg Friedrich Händels Oper Ariodante wird am Covent Garden Theatre in London uraufgeführt. Es ist Händels zweite Oper, die auf Ludovico Ariostos Der rasende Roland basiert. Das Libretto stammt von Antonio Salvi. Die Hauptrollen werden von Giovanni Carestini und Anna Maria Strada gesungen.
- 1753: Die Uraufführung der Oper Attilio Regolo von Niccolò Jommelli auf das Libretto von Pietro Metastasio findet am Teatro delle Dame in Rom statt.
- 1788: Die tragikomische Oper Axur, re d’Ormus von Antonio Salieri mit dem Libretto von Lorenzo Da Ponte wird am Wiener Burgtheater uraufgeführt und avanciert bald darauf zu einer der bekanntesten und beliebtesten Opern Salieris.
- 1812: Am Teatro San Moisè in Venedig erfolgt die Uraufführung der Oper L’inganno felice (Der geglückte Betrug) von Gioachino Rossini.
- 1839: Am Teatro alla Scala in Mailand wird die Oper Romilda von Ferdinand von Hiller uraufgeführt.

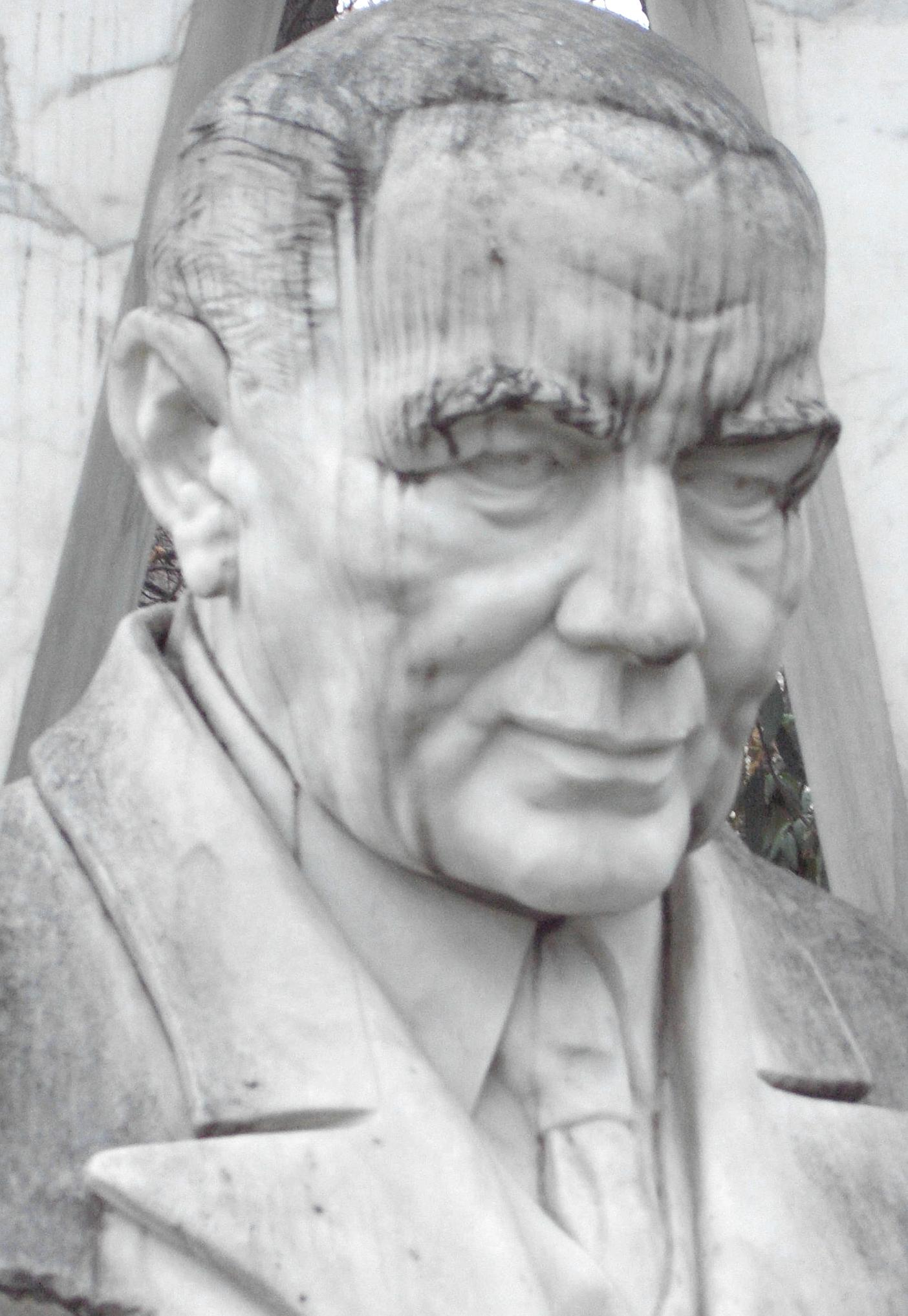
1910: Franz Lehár (Denkmal im Wiener Stadtpark)

- 1910: Am Carltheater in Wien findet die Uraufführung der Operette Zigeunerliebe von Franz Lehár statt. Das Libretto stammt von Alfred Maria Willner und Robert Bodanzky. Lehár kann mit dem Stück jedoch nicht ganz an den Erfolg von Die lustige Witwe anschließen.
- 1910: Der letzte Teil des von Gaston Leroux verfassten Fortsetzungsromans Le Fantôme de l’Opéra (Das Phantom der Oper) erscheint in der Zeitung Le Gaulois.
- 1927: An der Staatsoper in Dresden erfolgt die Uraufführung der einaktigen Oper Penthesilea von Othmar Schoeck nach dem gleichnamigen Bühnenstück von Heinrich von Kleist.
- 1954: Elvis Presley nimmt in einem Tonstudio in Memphis/Tennessee die Stücke I’ll never stand in your way und Casual Love Affair auf.
- 1955: Am Hessischen Staatstheater in Wiesbaden wird die Revue-Operette Wir reisen um die Welt von Charles Kálmán unter dem Titel Der große Tenor uraufgeführt.
- 1963: Fast 27 Jahre nach dem Verriss durch Stalin wird eine überarbeitete und entschärfte Version der Oper Lady Macbeth von Mzensk von Dmitri Dmitrijewitsch Schostakowitsch unter dem Titel Katerina Ismailowa uraufgeführt.
- 1968: Ein mutmaßlich Geistesgestörter ritzt im Pariser Louvre mit einem Messer das Gemälde Die Jungfrau mit den Engeln von Peter Paul Rubens durch.
- 1973: Das 1. Programm der ARD sowie das 3. Programm der Sender NDR, RB und SFB beginnen mit der Ausstrahlung der Vorschul- und Kinderserie Sesamstraße in deutscher Sprache.
- 2017: Mit sieben gewonnenen Golden Globe Awards stellt das Filmmusical La La Land einen neuen Rekord auf.

### Gesellschaft
- 1499: Der französische König Ludwig XII. und Anne de Bretagne heiraten in der Kapelle von Schloss Nantes.

### Religion

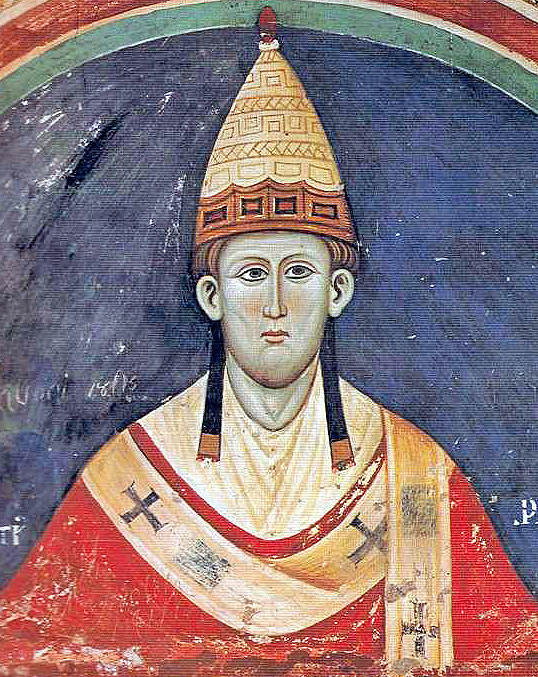
1198: Innozenz III.

- 1198: Lotario Conti, Graf von Segni wird als Nachfolger von Coelestin III. zum Papst gewählt und nimmt den Namen Innozenz III. an.

### Katastrophen
- 1780: Täbris und die umgebende Region werden von einem schweren Erdbeben völlig verwüstet. Mindestens 50.000 Menschen sterben durch die Naturgewalt.
- 1996: Bei der Flugzeugkatastrophe von Kinshasa stürzt eine Antonow An-32 der African Air, einem Tochterunternehmen der Scibe Airlift, nach einem missglückten Start in einen Marktplatz in Kinshasa, Demokratische Republik Kongo. 350 Menschen sterben.

2003: Ausbreitung der Buschfeuer vom 9. bis 18. Januar

- 2003: Im Kosciuszko-Nationalpark in der Nähe der australischen Hauptstadt Canberra brechen auf Grund mehrerer Blitzschläge nach einer sommerlichen Trockenperiode mehrere Buschbrände aus, die sich in den nächsten Tagen zu einer der größten Naturkatastrophen Australiens entwickeln.
- 2020: Ukraine-International-Airlines-Flug 752 wird wenige Minuten nach dem Start in Teheran (Iran) abgeschossen. Das Flugzeug war auf dem Weg nach Kiew (Ukraine). Alle 176 Personen an Bord, davon 167 Passagiere und neun Crew-Mitglieder, kommen ums Leben.

Kleinere Unglücksfälle sind in den Unterartikeln von Katastrophe und in der Liste von Katastrophen aufgeführt.

### Sport

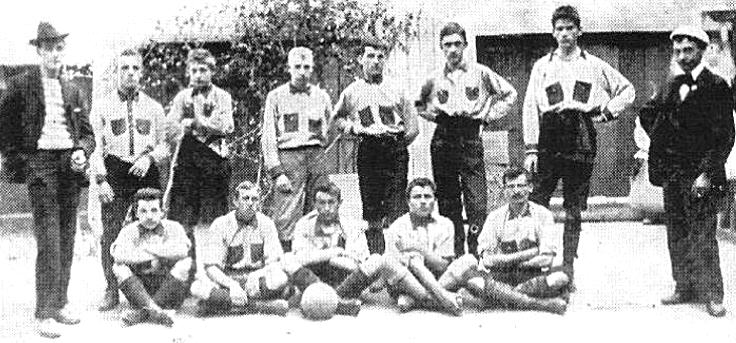
1899: Die Mannschaft des Ersten Wiener Arbeiter-Fußball-Clubs

- 1899: Nach nur einem Sieg in 19 Spielen wird der anderthalb Jahre zuvor gegründete Erste Wiener Arbeiter-Fußball-Club in einer Krisensitzung in Sportklub Rapid Wien umbenannt. Das gilt heute als offizieller Gründungstag des Vereins.
- 1939: Der Sportklub Rapid Wien schlägt im Olympiastadion Berlin den FSV Frankfurt 3:1 im Tschammerpokal.
- 1958: Bobby Fischer gewinnt als Vierzehnjähriger die United States Chess Championship und ist damit der jemals jüngste Schachmeister in den USA sowie – bis 1991 – weltweit.
- 2010: Zwei Tage vor Beginn der Fußball-Afrikameisterschaft in Angola wird die Nationalmannschaft Togos, die sich auf dem Weg zu ihrem Spielort befindet, an der Grenze zwischen der Republik Kongo und der angolanischen Exklave Cabinda von Unbekannten angegriffen. Beim Beschuss des Mannschaftsbusses werden der Assistenztrainer Améleté Abalo, der Pressesprecher Stanislaus Ocloo und der Busfahrer getötet, sowie mehrere Delegationsmitglieder und Spieler schwer verwundet. Die CAF lehnt Forderungen nach einer Turnierabsage ab, die togoischen Spieler entscheiden sich ihrerseits trotz des Vorfalls zur weiteren Teilnahme. Zwei Tage nach dem Attentat reist die Mannschaft auf Anweisung ihrer Regierung schließlich vom Turnier ab und wird tags darauf auch offiziell disqualifiziert und aus dem Spielplan gestrichen.

Einträge von Leichtathletik-Weltrekorden befinden sich unter der jeweiligen Disziplin unter Leichtathletik.

## Geboren

### Vor dem 18. Jahrhundert
- 0454: Johannes Hesychastes, Bischof von Kolonia
- 1037: Su Shi, chinesischer Dichter, Maler, Kalligraf und Politiker der Song-Dynastie
- 1312: James Audley, 3. Baron Audley of Heleigh, englischer Magnat

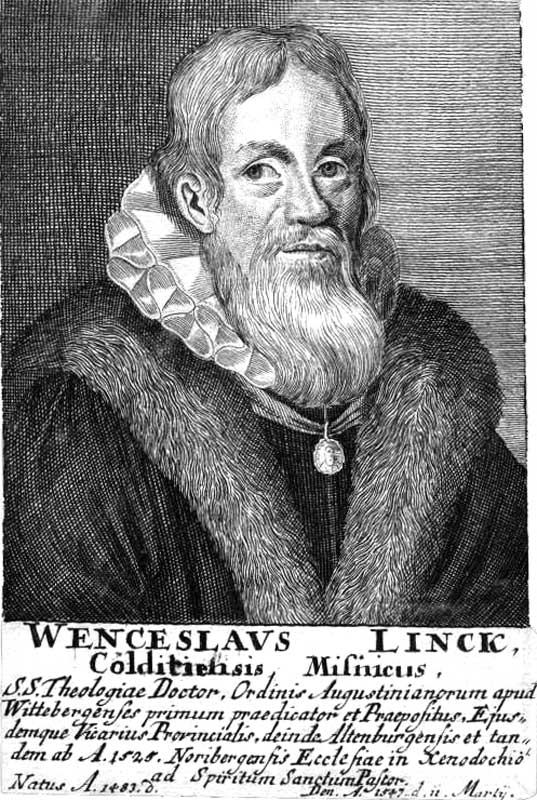
Wenzeslaus Linck (* 1483)

- 1483: Wenzeslaus Linck, deutscher Theologe und Reformator
- 1529: Johann Friedrich II., Fürst aus der ernestinischen Linie der Wettiner, Herzog zu Sachsen
- 1556: Uesugi Kagekatsu, japanischer Daimyō (Fürst)
- 1563: Johann Christoph von Westerstetten, deutscher Adliger und Fürstbischof von Eichstätt

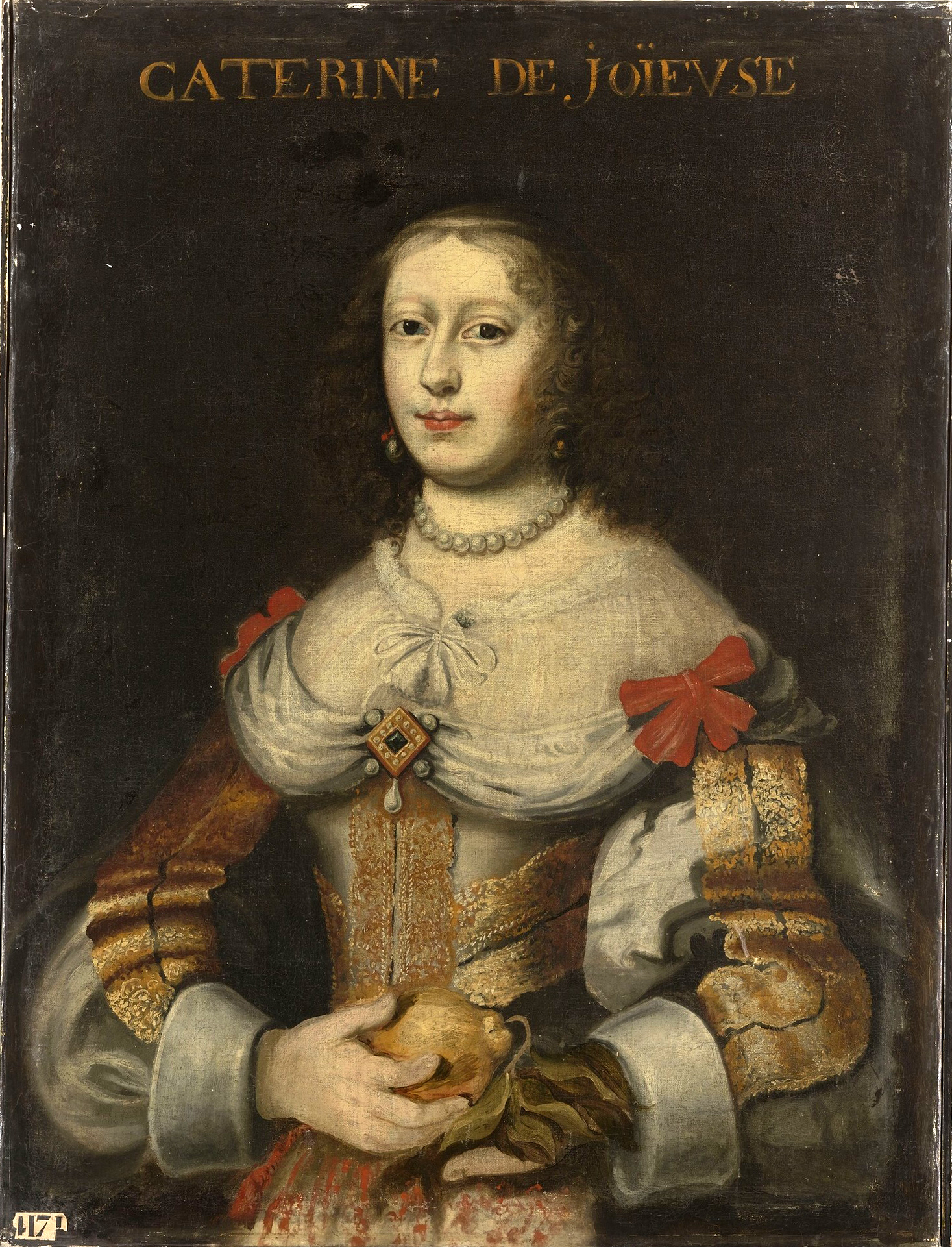
Henriette Catherine de Joyeuse (* 1585)

- 1585: Henriette Catherine de Joyeuse, französische Adlige
- 1587: Jan Pieterszoon Coen, niederländischer Generalgouverneur der Ostindien-Kompanie, später Niederländisch-Indien
- 1587: Johann Fabricius, deutscher Mediziner und Astronom
- 1589: Ivan Gundulić, kroatischer Schriftsteller
- 1591: Dietrich von Velen, Drost des Emslandes und Gründer von Papenburg
- 1597: Jobst Christoph Kreß von Kressenstein, Gesandter der Stadt Nürnberg beim Westfälischen Friedenskongress
- 1601: Baltasar Gracián, spanischer Jesuit, Prediger und Schriftsteller
- 1618: Madeleine Béjart, französische Schauspielerin
- 1628: François-Henri de Montmorency-Luxembourg, französischer Heerführer, Marschall von Frankreich
- 1632: Samuel von Pufendorf, deutscher Naturrechtsphilosoph und Historiker
- 1638: Elisabetta Sirani, italienische Malerin
- 1640: Elisabeth Dorothea von Sachsen-Gotha-Altenburg, Landgräfin von Hessen-Darmstadt
- 1663: Johann Buxtorf, Schweizer Theologe und Orientalist
- 1668: Jean Gilles, französischer Komponist des Barock
- 1680: Sebastiano Conca, italienischer Maler
- 1686: Wilhelm Friedrich, Markgraf von Brandenburg-Ansbach
- 1696: Étienne Parrocel, französischer Maler

### 18. Jahrhundert
- 1705: Jacques-François Blondel, französischer Architekt und Architekturhistoriker
- 1721: Johann Friedrich, Fürst von Schwarzburg-Rudolstadt

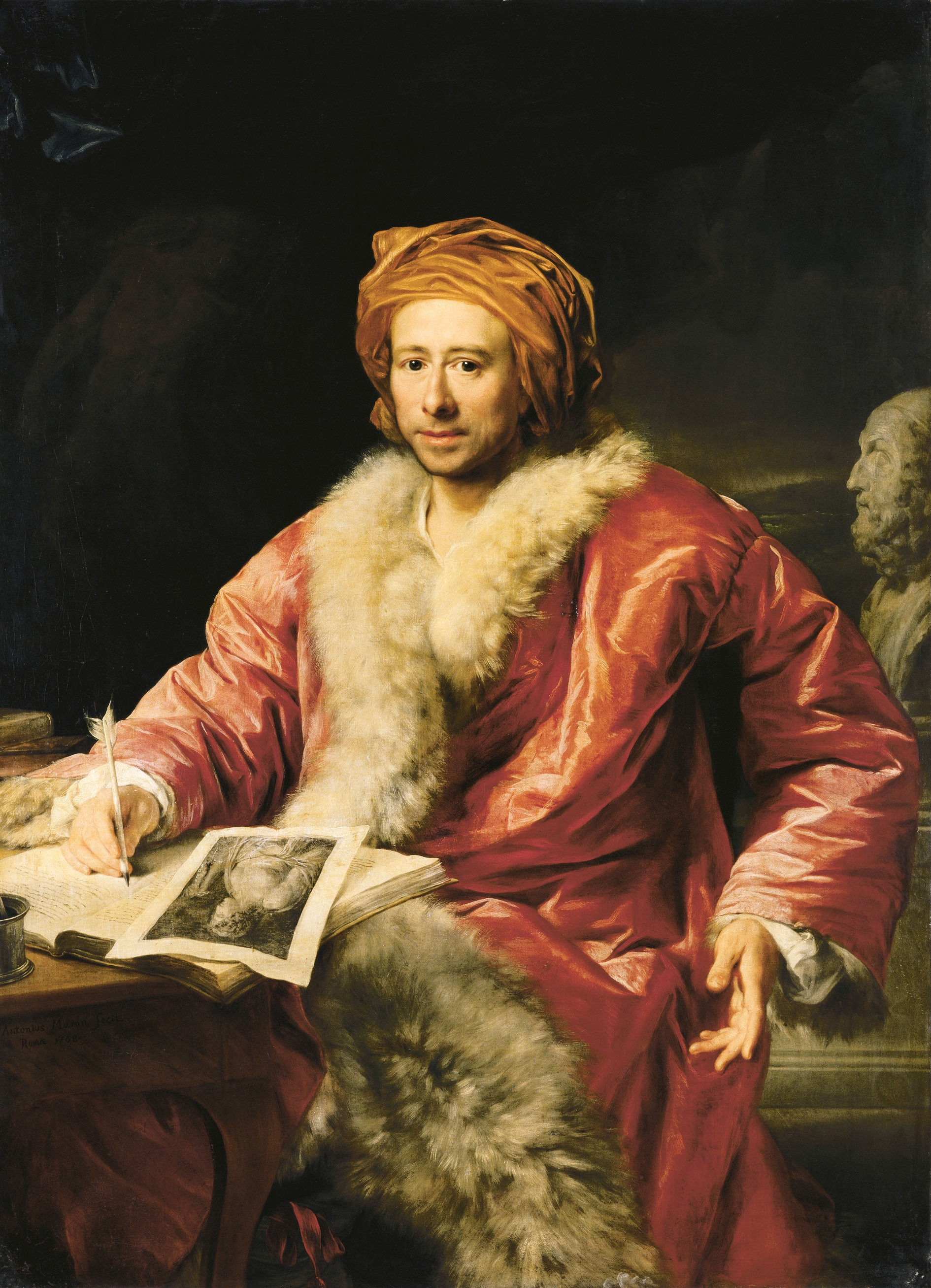
Anton von Maron (* 1731)

- 1731: Anton von Maron, österreichischer Porträtmaler
- 1734: Franz Anton von Blanc, österreichischer Beamter
- 1735: John Carroll, US-amerikanischer Geistlicher, Prälat der Erzdiözese Baltimore und erster Bischof und Erzbischof der USA
- 1740: Manuel Bayeu, spanischer Maler
- 1742: Philip Astley, britischer Artist, Begründer des modernen Zirkus
- 1753: Franz Wilhelm von Spiegel, deutscher Adeliger und Politiker
- 1755: Charlotte von Hezel, deutsche Schriftstellerin, Redakteurin und Journalistin
- 1760: Michael Leib, US-amerikanischer Politiker
- 1761: Ernst Häußler, deutscher Sänger, Komponist und Musiklehrer
- 1763: Jean Baptiste Drouet, französischer Revolutionär, Postmeister von Sainte-Menehould
- 1763: Edmond-Charles Genêt, französischer Diplomat
- 1763: Gerhard Vieth, deutscher Turnpädagoge
- 1770: Nathan Smith, US-amerikanischer Politiker
- 1774: Wilhelm von Türk, deutscher Kartograf und Verleger
- 1778: Josef von Sedlnitzky, österreichischer Beamter, Polizeipräsident von Wien
- 1780: Franz Ludwig von Könitz, deutscher Offizier, Gutsbesitzer und Landtagsabgeordneter
- 1783: Aloys Dosson, Schweizer römisch-katholischer Geistlicher und Abt
- 1785: Jan Baptiste de Jonghe, flämisch-belgischer Maler
- 1788: Erzherzog Rudolph von Österreich, Erzbischof von Olmütz und Kardinal
- 1788: Eugen von Württemberg, deutscher Adliger und General der russischen Infanterie
- 1792: Lowell Mason, US-amerikanischer Komponist und Musikpädagoge
- 1793: Matthias Macher, österreichischer Mediziner und Schriftsteller
- 1793: Ludwig Reichenbach, deutscher Naturwissenschaftler, Zoologe und Botaniker
- 1793: Adolf Heinrich Schletter, deutscher Seidenwarenhändler, Konsul und Stifter

### 19. Jahrhundert

#### 1801–1850
- 1803: Philipp Friedrich Arnold, deutscher Anatom und Physiologe
- 1805: John Bigler, US-amerikanischer Politiker, Gouverneur des Bundesstaates Kalifornien, Diplomat
- 1806: Jean-François Gigoux, französischer Maler und Lithograph, Radierer und Illustrator

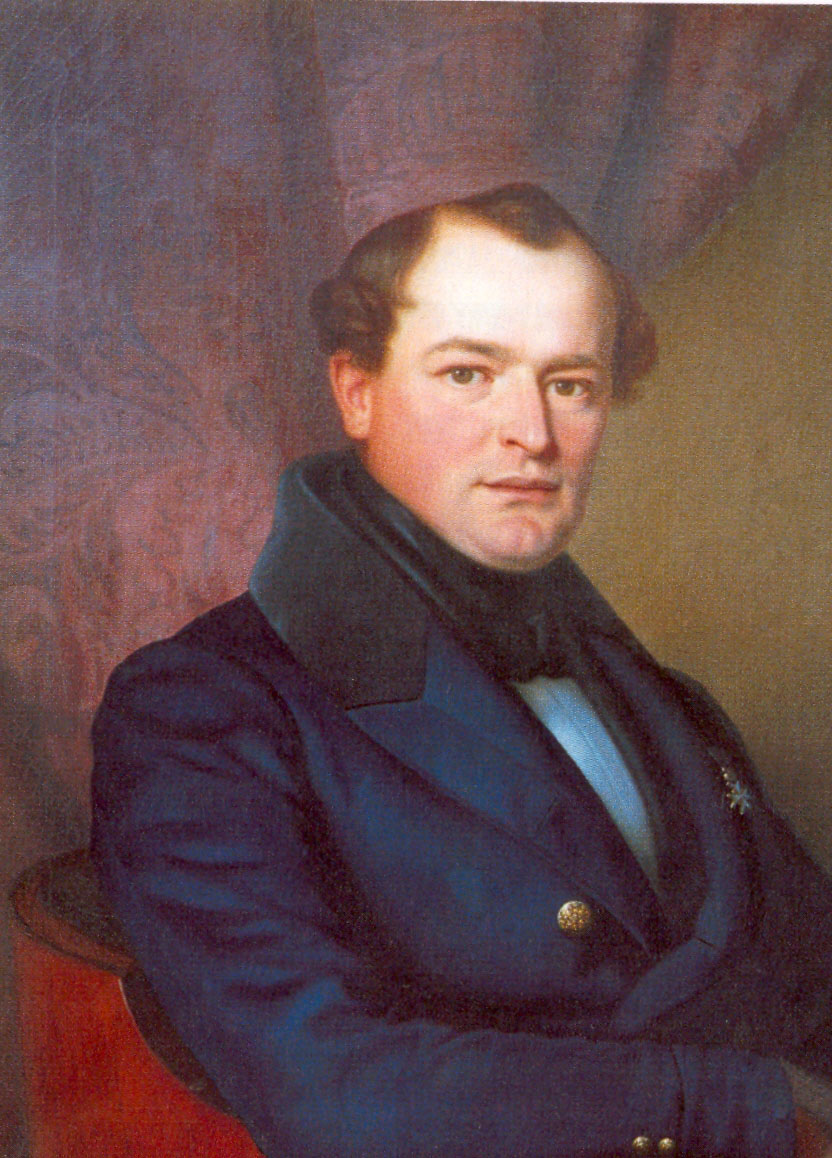
Erbgraf Constantin von Waldburg-Zeil (* 1807)

- 1807: Constantin von Waldburg-Zeil, deutscher Adliger, Königlich Württembergischer Standesherr
- 1808ː Auguste Zabel, Stifterin in Gera
- 1809: Friedrich Julius Otto, deutscher Chemiker
- 1811: Louis François Auguste Souleyet, französischer Malakologe
- 1812: Sigismund Thalberg, österreichischer Komponist und Pianist
- 1817: Robert Flechsig, deutscher Balneologe
- 1817: Gustav Godeffroy, deutscher Kaufmann und Hamburger Senator
- 1819: Timothy C. Day, US-amerikanischer Politiker, Mitglied des US-Repräsentantenhauses für Ohio
- 1821: James Longstreet, US-amerikanischer General der Konföderation im Sezessionskrieg, Diplomat
- 1822: Alfredo Piatti, italienischer Cellovirtuose und Komponist
- 1823: Alfred Russel Wallace, britischer Naturforscher, Mitentdecker der Evolutionstheorie und Mitbegründer der Biogeographie
- 1823: Florent Willems, belgischer Maler
- 1824: Wilkie Collins, britischer Autor, Verfasser der ersten Mystery-Thriller
- 1827: James Holt Clanton, US-amerikanischer Politiker, General der Konföderation im Sezessionskrieg
- 1828: Wilhelm von Kardorff, deutscher Politiker und Unternehmer
- 1830: Hans von Bülow, deutscher Klaviervirtuose, Dirigent und Kapellmeister
- 1830: Gouverneur Kemble Warren, US-amerikanischer General
- 1831: Victor Lécot, französischer Kardinal, Bischof von Dijon und Erzbischof von Bordeaux
- 1832: Heinrich von Ledebur, preußischer Generalleutnant

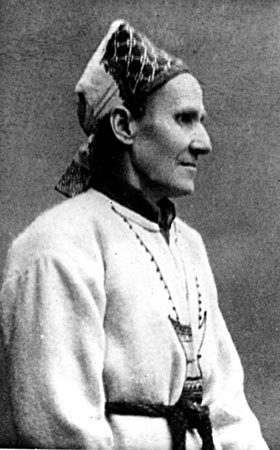
Larin Paraske (* 1834)

- 1834: Larin Paraske, finnische Runensängerin
- 1836: Lawrence Alma-Tadema, britischer Maler und Zeichner
- 1837: Karl Richter, deutscher Schulmann und Schriftsteller

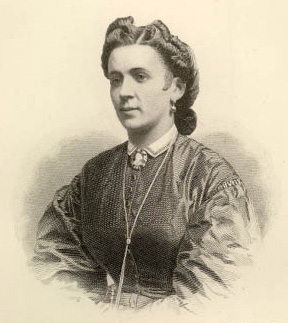
Eleonore de Ahna (* 1838)

- 1838: Eleonore de Ahna, deutsche Opernsängerin
- 1843: Frederick Abberline, britischer Inspektor
- 1843: Karl Eduard Heusner, deutscher Vizeadmiral
- 1846: William Wallace Gilchrist senior, US-amerikanischer Komponist
- 1847: Edmund Lang, deutscher Jurist
- 1849: Otto Kahler, österreichischer Internist und Pathologe
- 1849: Stepan Ossipowitsch Makarow, russischer Admiral und Polarforscher
- 1850: Thomas Vinçotte, belgischer Bildhauer

#### 1851–1900
- 1851: Felix Martin Oberländer, deutscher Mediziner, gilt als Begründer der modernen Urologie
- 1854: John Rahm, US-amerikanischer Golfer
- 1856: Elizabeth Taylor, US-amerikanische Malerin und Botanikerin, Journalistin und Globetrotterin
- 1857: Julius Brauns, deutscher Stenograf und Systemerfinder
- 1859: Wilhelm Breidenbach, deutscher Heimatforscher

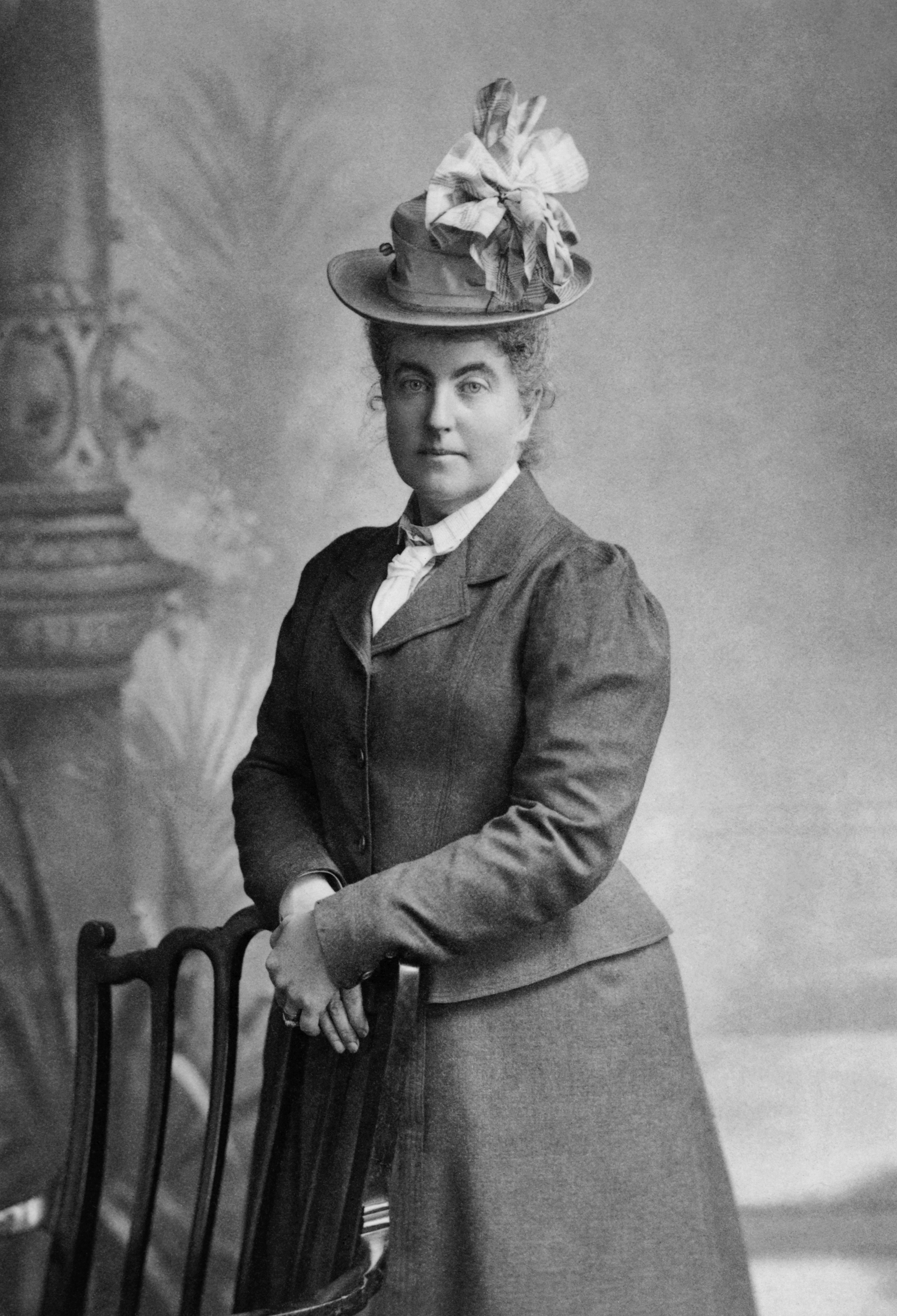
Fanny Bullock Workman (* 1859)

- 1859: Fanny Bullock Workman, US-amerikanische Geografin und Kartografin, Schriftstellerin und Bergsteigerin
- 1862: Ferdinand Ferber, französischer Offizier und Flugpionier
- 1863: Paul Scheerbart, deutscher Schriftsteller und Zeichner
- 1864: Albert Victor, Duke of Clarence and Avondale, britischer Prinz
- 1864: Marie Renard, österreichische Opernsängerin (Alt/Mezzosopran)

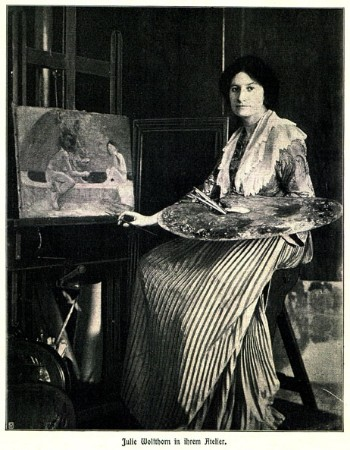
Julie Wolfthorn (* 1864)

- 1864: Julie Wolfthorn, deutsche Malerin, Opfer der Shoa
- 1865: Winnaretta Singer, US-amerikanische Musikmäzenin
- 1867: Emily Greene Balch, US-amerikanische Nationalökonomin, Nobelpreisträgerin
- 1868: Frank Dyson, britischer Astronom
- 1869: Arnold Genthe, deutsch-US-amerikanischer Fotograf
- 1869: Lars Hansen, norwegischer Schriftsteller
- 1870: Charles Cahier, amerikanisch-schwedische Opernsängerin der Stimmlagen Mezzosopran und Alt
- 1870: Wanda von Debschitz-Kunowski, deutsche Fotografin
- 1870: Burton Holmes, US-amerikanischer Reisender, Fotograf und Dokumentarfilmer
- 1870: Miguel Primo de Rivera, spanischer General und Diktator
- 1871: Walter Tennyson Swingle, US-amerikanischer Botaniker

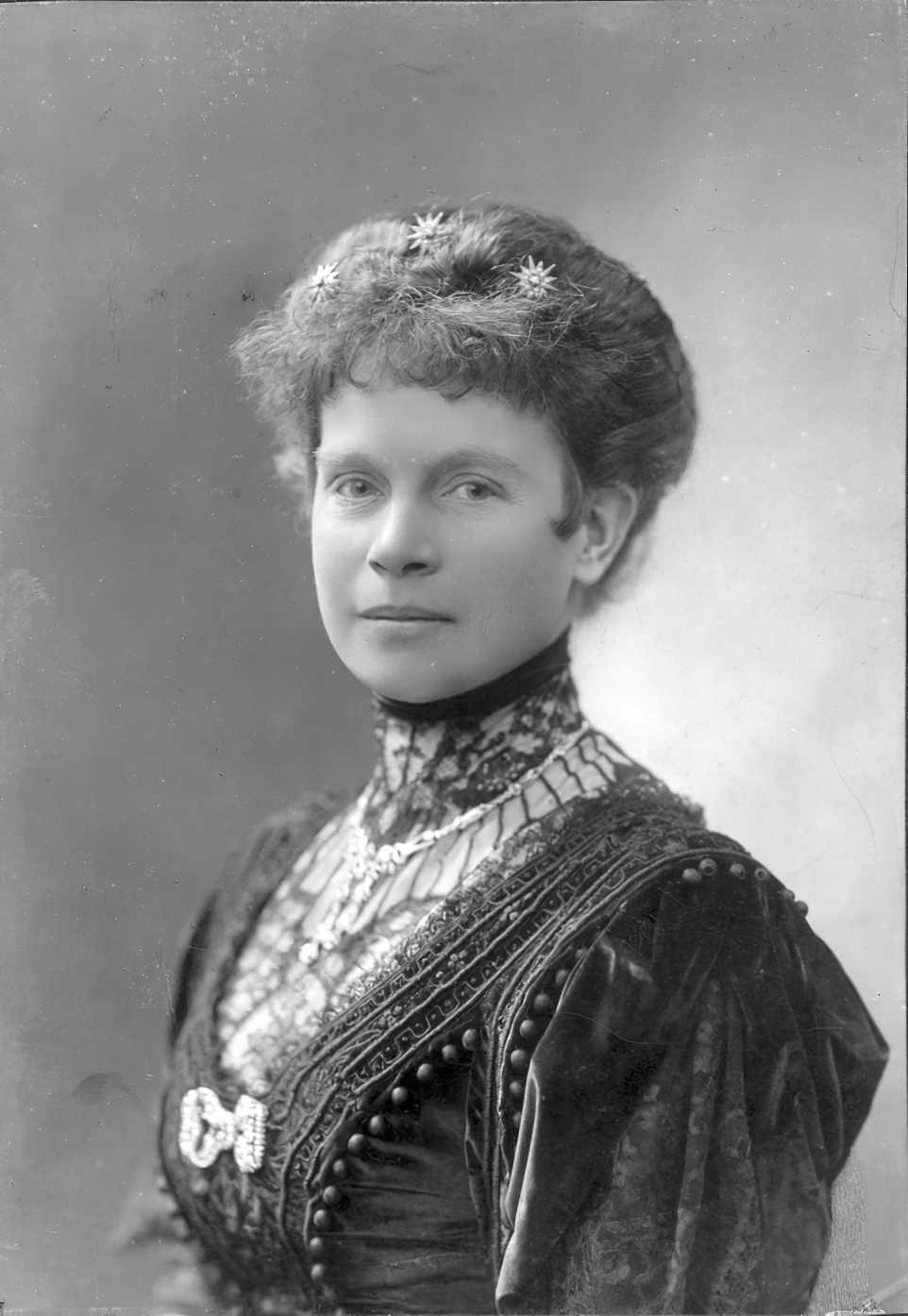
Elisabeth Marie von Bayern (* 1874)

- 1874: Elisabeth Marie von Bayern, deutsche Adelige, Prinzessin von Bayern
- 1877: Jacques Fehrnbach, französischer Turner
- 1878: Emil Bieber, deutscher Fotograf
- 1879: Samuel S. Arentz, US-amerikanischer Politiker
- 1879: Ludwig Düwahl, deutscher Illustrator
- 1879: Emory Scott Land, US-amerikanischer Offizier
- 1880: Otto Alscher, österreichischer Schriftsteller
- 1881: Henrik Shipstead, US-amerikanischer Senator
- 1883: Hugo Prinz, deutscher Althistoriker
- 1884: Sophie Dorothea Eckener, deutsche Malerin, Grafikerin und Porträtmalerin
- 1884: Kornel Makuszyński, polnischer Dichter, Theaterkritiker und Schriftsteller
- 1885: John Curtin, australischer Premierminister
- 1885: Anton Grylewicz, deutscher Politiker
- 1885: Boris Hambourg, russischer Cellist
- 1886: Albrecht Janssen, deutscher Schriftsteller
- 1887: Jan Akkersdijk, niederländischer Fußballspieler
- 1887: Jakob Strebel, Schweizer Jurist und Politiker
- 1888: Richard Courant, deutscher Mathematiker
- 1889: Robert Daum, deutscher Politiker
- 1889: Reinhold Habisch, deutscher Kunstpfeifer und Berliner Stadtoriginal
- 1889: Paul Hartmann, deutscher Schauspieler
- 1890: Rudolf Medek, tschechischer Schriftsteller und Soldat
- 1890: Fritz Saxl, österreichischer Kunsthistoriker
- 1891: Walther Arndt, deutscher Zoologe und Mediziner

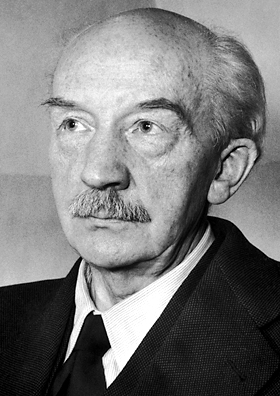
Walther Bothe (* 1891)

- 1891: Walther Bothe, deutscher Physiker, Nobelpreisträger
- 1891: Jean Gaupillat, französischer Unternehmer und Automobilrennfahrer
- 1891: Walter Gotsmann, deutscher Maler und Naturschützer
- 1891: Margaret Storm Jameson, britische Schriftstellerin
- 1892: Horiguchi Daigaku, japanischer Schriftsteller und Übersetzer
- 1892: Eugen Kaufmann, britischer Architekt und Stadtplaner
- 1892: Giovanni Mardersteig, deutscher Verleger und Typograf, Schriftgestalter, Buch- und Schrifthistoriker
- 1892: Basil O’Connor, US-amerikanischer Anwalt und Philanthrop
- 1893: Herbert Ernst, deutscher Motorradrennfahrer und Unternehmer
- 1894: Maximilian Kolbe, deutsch-polnischer Minorit und Märtyrer
- 1895: Béla Zsolt, ungarischer Schriftsteller und Journalist
- 1896: Jaromír Weinberger, tschechischer Komponist
- 1897: Walter Gramatté, deutscher Maler
- 1897: Bernard U. Taylor, US-amerikanischer Musikpädagoge
- 1898: Gerhard Bienert, deutscher Schauspieler
- 1898: Dutch Lauer, US-amerikanischer American-Football-Spieler
- 1898: Pierre Salles, französischer Automobilrennfahrer
- 1899: Sherman Adams, US-amerikanischer Politiker
- 1899: Hans Aufricht-Ruda, deutsch-US-amerikanischer Schriftsteller und Psychotherapeut
- 1899: S. W. R. D. Bandaranaike, sri-lankischer Premierminister
- 1900: Antonia Dietrich, deutsche Schauspielerin
- 1900: François de Menthon, französischer Jurist und Politiker, Hauptankläger beim Nürnberger Hauptkriegsverbrecherprozess
- 1900: Serge Poliakoff, russischer Maler

### 20. Jahrhundert

#### 1901–1925
- 1901: Walter Dirks, deutscher Publizist, Schriftsteller und Journalist
- 1902: Franz Felke, deutscher Unternehmer
- 1902: Georgi Maximilianowitsch Malenkow, sowjetischer Politiker

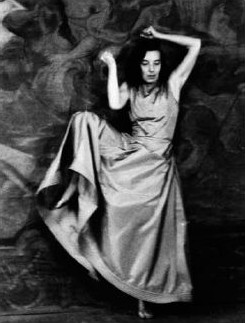
Gret Palucca (* 1902)

- 1902: Gret Palucca, deutsche Tänzerin und Tanzpädagogin
- 1902: Giulio Ramponi, italienischer Techniker und Automobilrennfahrer

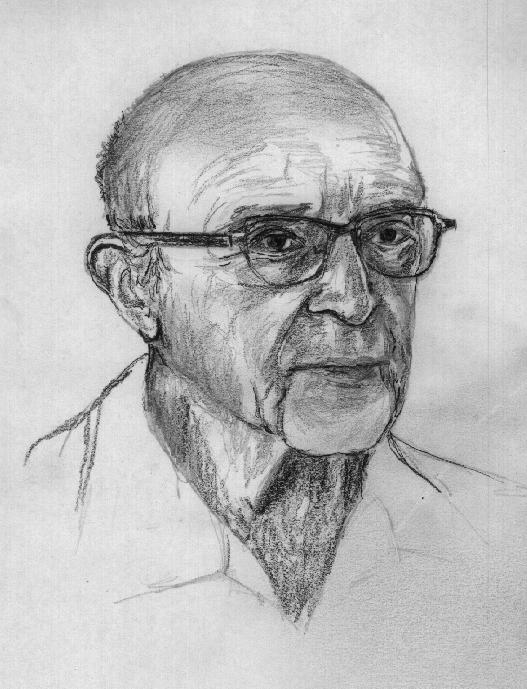
Carl Rogers (* 1902)

- 1902: Carl Rogers, US-amerikanischer Psychologe und Jugend-Psychotherapeut
- 1903: Walter Maria Guggenheimer, deutscher Journalist, Literaturkritiker und Übersetzer
- 1904: Peter Arno, US-amerikanischer Cartoonist
- 1904: Karl Brandt, deutscher Arzt, General der SS und Waffen-SS, Kriegsverbrecher
- 1904: Jan Volkert Rijpperda Wierdsma, niederländischer Rechtswissenschaftler
- 1904: Tampa Red, US-amerikanischer Sänger und Gitarrist
- 1904: Otto Spülbeck, deutscher Geistlicher und Theologe, Bischof von Meißen
- 1905: Carl Gustav Hempel, deutscher Philosoph
- 1905: Giacinto Scelsi, italienischer Komponist
- 1905: Grete Mosheim, deutsche Schauspielerin
- 1906: Wolfgang Klausner, deutscher Politiker
- 1908: Erich Kauer, deutscher Fußballspieler
- 1908: Sot Nekrassow, ukrainisch-sowjetischer Metallurg
- 1909: Alfred Bohl, deutscher Schauspieler und Synchronsprecher
- 1909: Helmut Horten, deutscher Unternehmer
- 1909: Nikolaos Platon, griechischer Archäologe

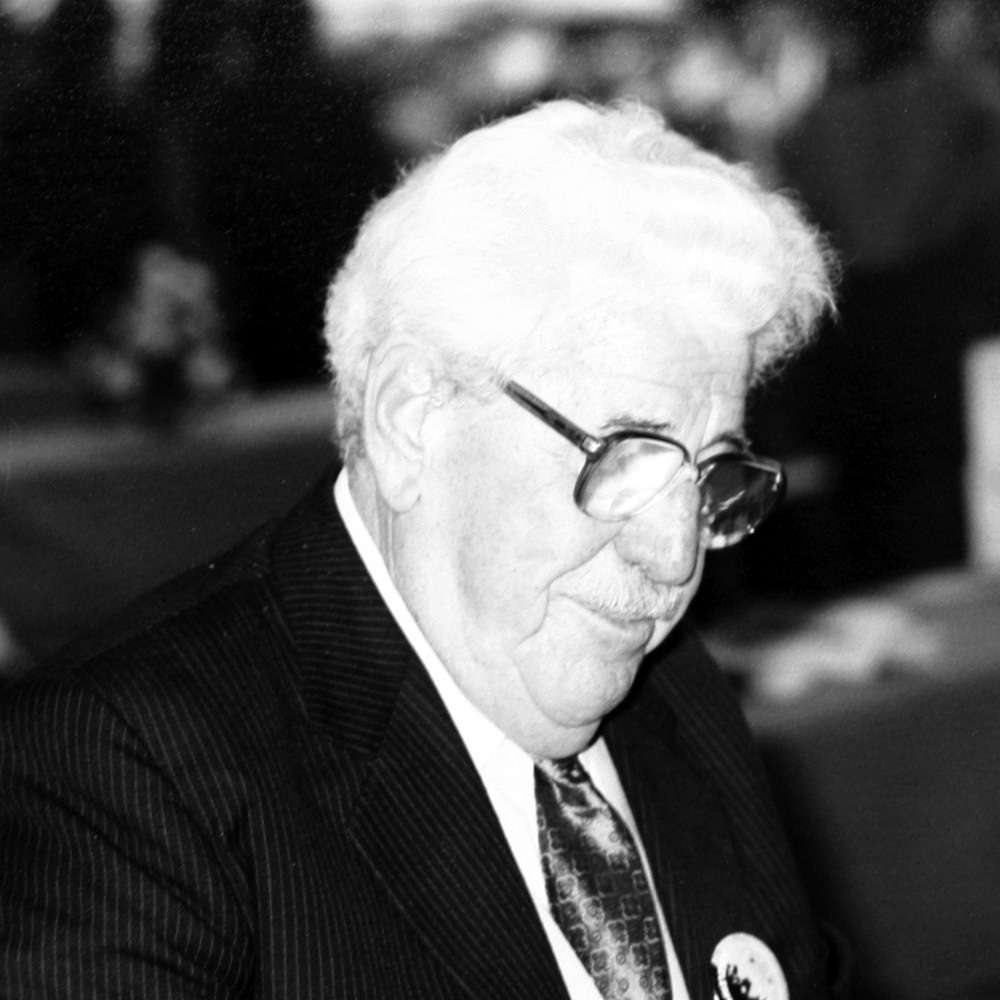
Willy Millowitsch (* 1909)

- 1909: Willy Millowitsch, deutscher Theaterschauspieler und -leiter, Schlagersänger und Kölner Original
- 1909: Hoke Rice, US-amerikanischer Country-Musiker
- 1910: Galina Sergejewna Ulanowa, russische Primaballerina
- 1910: Josef Adelbrecht, österreichischer Fußballspieler
- 1911: Andrej Očenáš, slowakischer Komponist
- 1912: Rudolf Escher, niederländischer Komponist und Musiktheoretiker
- 1912: José Ferrer, puerto-ricanischer Schauspieler und Regisseur
- 1913: Berthold Bahnsen, deutscher Politiker
- 1914: Jacques Arndt, österreichisch-argentinischer Schauspieler, Regisseur und Intendant
- 1914: Ernst Oldenburg, deutscher Maler und Bildhauer
- 1914: Herman Pilnik, argentinischer Schachmeister
- 1917: Len Younce, US-amerikanischer American-Football-Spieler
- 1918: Gerhard Mohnike, deutscher Mediziner
- 1918: Josef Bradl, österreichischer Skispringer
- 1918: Helmut Schmidt-Vogt, deutscher Forstwissenschaftler
- 1920: Karl Degenkolb, deutscher Wirtschaftswissenschaftler und Hochschullehrer
- 1920: Friedrich-Wilhelm Grunewald, deutscher General
- 1920: Jack Günthard, Schweizer Kunstturner

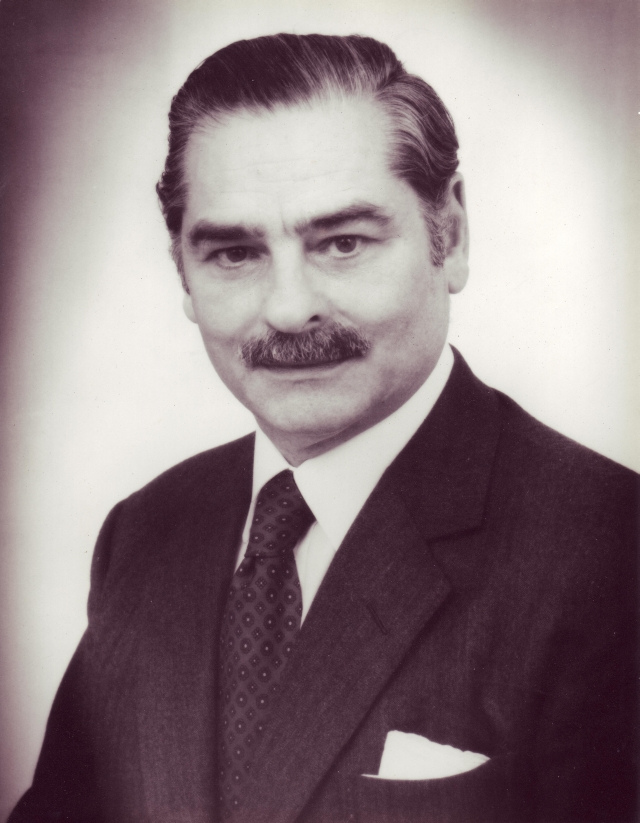
Carol Mircea Lambrino (* 1920)

- 1920: Carol Mircea Lambrino, rumänischer Prinz
- 1921: Julien Freund, französischer Soziologe
- 1921: Leonardo Sciascia, italienischer Schriftsteller
- 1922: Georgi Maximowitsch Adelson-Welski, russischer Mathematiker und Informatiker
- 1923: Elfriede Aulhorn, deutsche Professorin
- 1923: Bryce DeWitt, US-amerikanischer theoretischer Physiker
- 1923: Alexander von Waldow, deutscher Architekt
- 1923: Joseph Weizenbaum, deutsch-amerikanischer Informatiker und Computerkritiker
- 1924: Benjamin Lees, US-amerikanischer Komponist
- 1924: Ron Moody, britischer Schauspieler
- 1924: Karl Schleinzer, österreichischer Politiker
- 1924: Robert Starer, österreichisch-US-amerikanischer Komponist und Pianist
- 1925: Gianni Dova, italienischer Maler
- 1925: Helmuth Hübener, deutscher Widerstandskämpfer
- 1925: Konrad Grundmann, deutscher Politiker
- 1925: Genia Lapuhs, deutsche Schauspielerin

#### 1926–1950
- 1926: Jani Christou, griechischer Komponist
- 1926: Norman Geschwind, US-amerikanischer Neurologe
- 1926: Dieter Hasselblatt, deutscher Hörspielregisseur und Autor
- 1927: Karlheinz Eber, deutscher Pietist, Generalsekretär des CVJM-Landesverband Bayern
- 1928: Felice Andreasi, italienischer Schauspieler
- 1928: Joseph Pach, kanadischer Geiger
- 1928: Gabino Rey, spanischer Maler
- 1928: Luther Perkins, US-amerikanischer Gitarrist
- 1928: Roland Ploeger, deutscher Komponist
- 1928: Rudi Schmitt, deutscher Politiker, MdB und Oberbürgermeister von Wiesbaden
- 1928: Gilberte Thirion, belgische Automobilrennfahrer
- 1929: Saeed Jaffrey, indischer Schauspieler
- 1929: Wolfgang Peters, deutscher Fußballspieler
- 1930: Fritz Hopmeier, deutscher Politiker
- 1931: Kathleen Ferguson, kanadische Schwimmerin
- 1931: Bill Graham, US-amerikanischer Impresario
- 1932: Wladlen Wereschtschetin, russischer Rechtswissenschaftler
- 1933: Jean-Marie Straub, französischer Regisseur
- 1933: Juan Marsé, spanischer Schriftsteller
- 1934: Jacques Anquetil, französischer Radrennfahrer
- 1934: Roy Kinnear, britischer Schauspieler
- 1934: Wolfram Esser, deutscher Sportjournalist und Moderator
- 1934: Osvaldo Montes, argentinischer Bandoneonist und Tangokomponist
- 1934: Georg Riedel, aus der Tschechoslowakei gebürtiger schwedischer Jazz-Bassist und Filmkomponist
- 1934: Alexandra Ripley, US-amerikanische Schriftstellerin
- 1935: Heino Aunin, estnischer Badmintonspieler
- 1935: Ian Bargh, britisch-kanadischer Jazzpianist
- 1935: Robert Littell, US-amerikanischer Schriftsteller

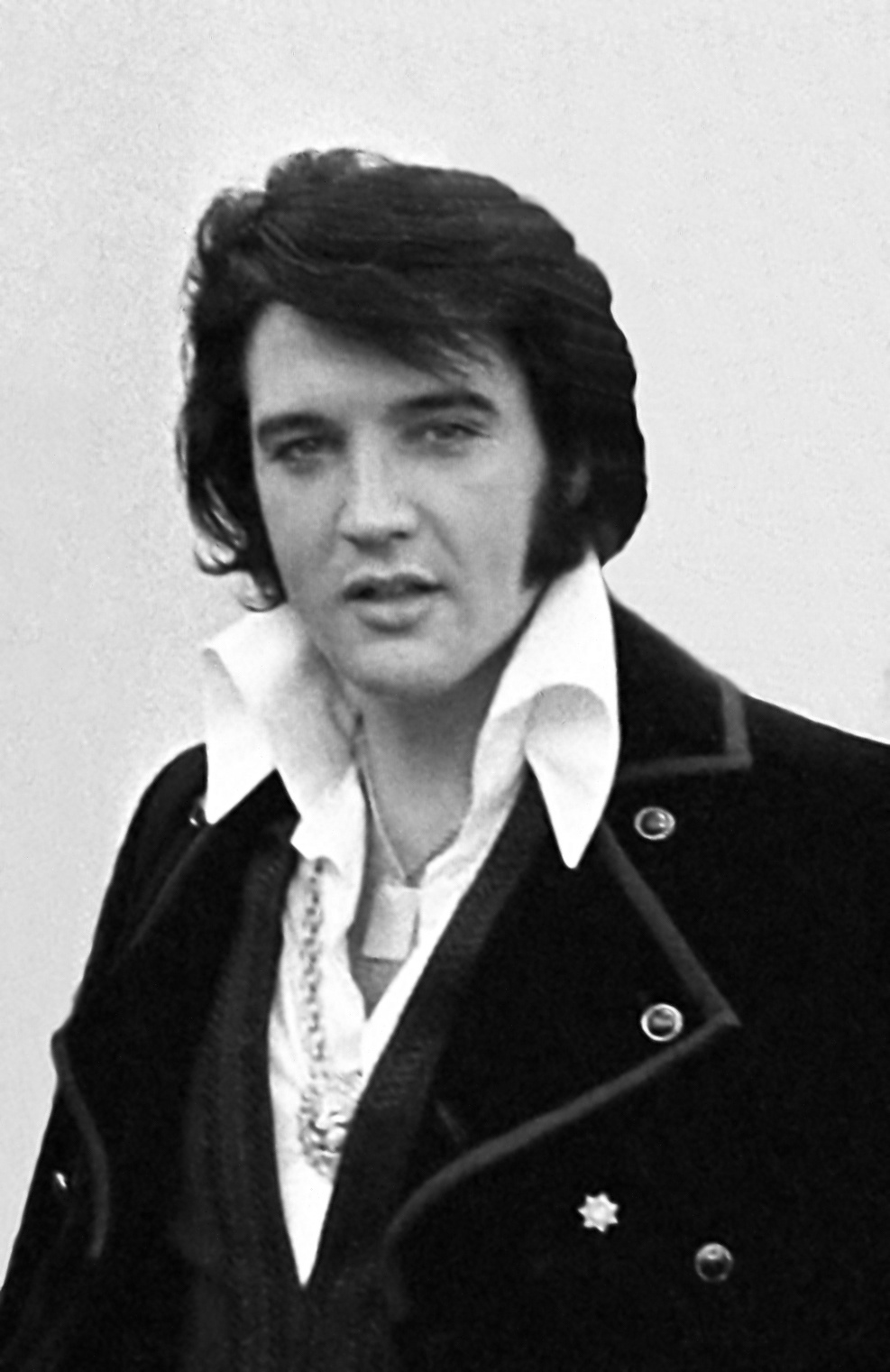
Elvis Presley (* 1935)

- 1935: Elvis Presley, US-amerikanischer Sänger, Musiker und Schauspieler
- 1936: Gerhard Rehberg, deutscher Politiker und Fußballfunktionär
- 1936: Jyotindra Nath Dixit, indischer Diplomat und Politiker
- 1936: Robert May, australischer Physiker und Zoologe, Präsident der Royal Society
- 1936: Erwin Porzner, deutscher Handballspieler und Handballtrainer
- 1937: Wolfgang Hirschmann, deutscher Tonmeister und Musikproduzent des Jazz

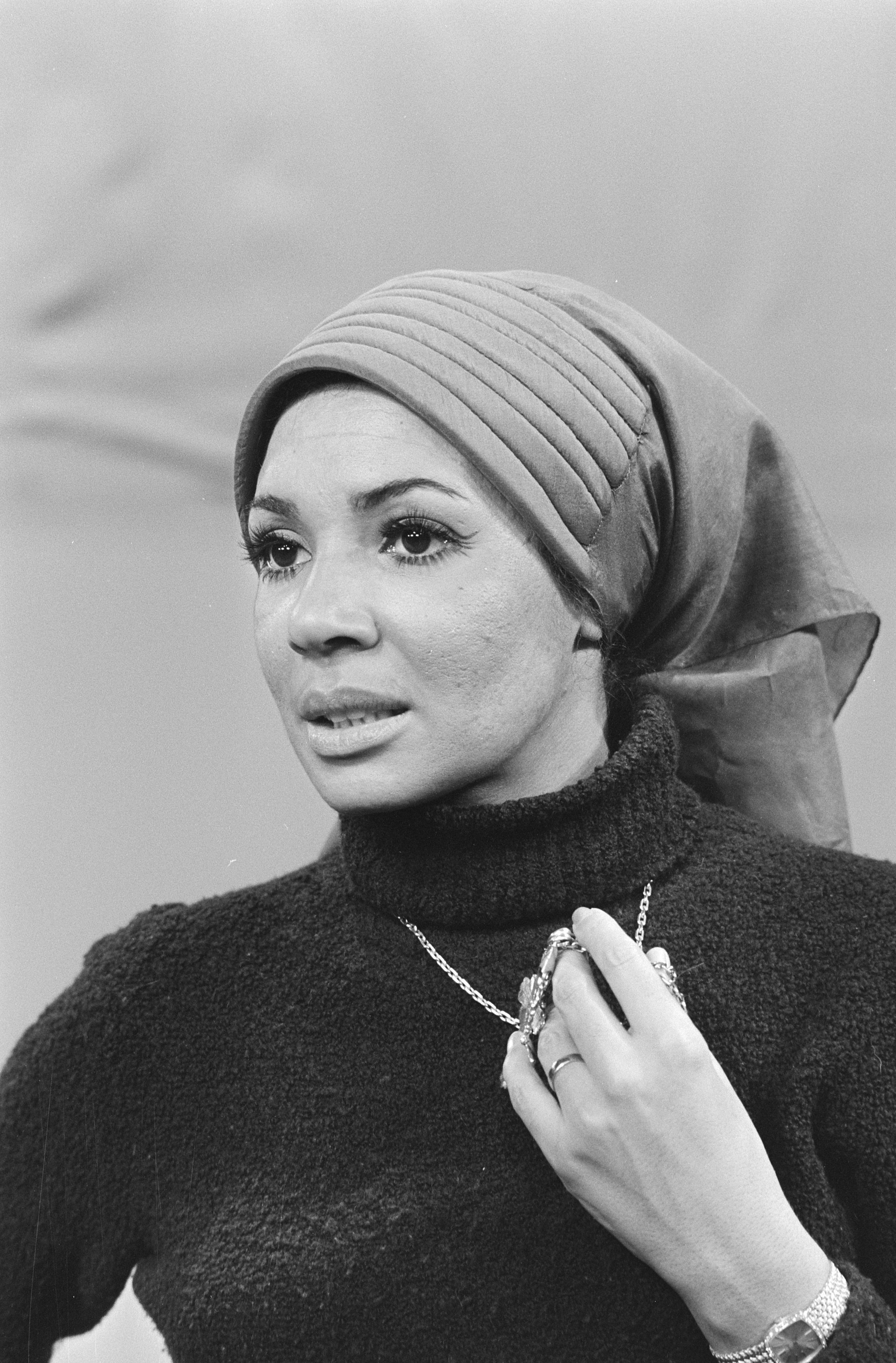
Shirley Bassey (* 1937)

- 1937: Shirley Bassey, britische Sängerin
- 1937: Waldtraut Lewin, deutsche Dramaturgin, Schriftstellerin und Regisseurin
- 1938: Nils von der Heyde, deutscher Journalist
- 1939: John LaMotta, US-amerikanischer Schauspieler
- 1940: Miriam Ariza, dominikanische Pianistin
- 1941: Severino Andreoli, italienischer Radprofi
- 1941: Graham Chapman, britischer Schauspieler und Schriftsteller
- 1941: Annemarie Pieper, deutsche Philosophin
- 1941: Boris Vallejo, peruanisch-US-amerikanischer Illustrator
- 1942: Per A. Anonsen, norwegischer Filmeditor, Schauspieler, Drehbuchautor und Filmproduzent
- 1942: Albrecht Glaser, deutscher Politiker
- 1942: George Passmore, britischer Künstler
- 1942: Jun’ichirō Koizumi, japanischer Politiker

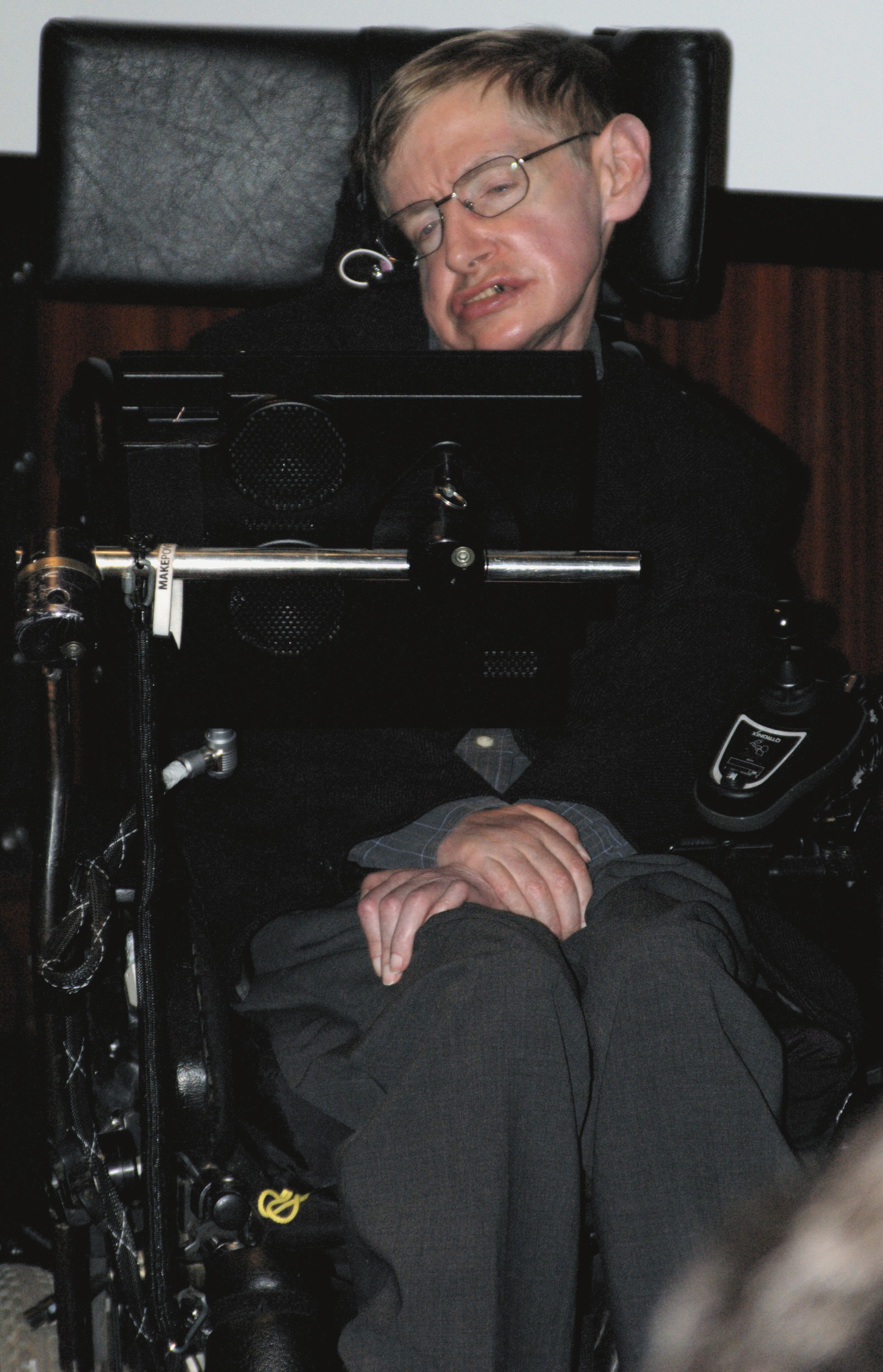
Stephen Hawking (* 1942)

- 1942: Stephen Hawking, britischer Physiker und Mathematiker
- 1942: Wjatscheslaw Dmitrijewitsch Sudow, russischer Kosmonaut und Ingenieur
- 1942: Yvette Mimieux, US-amerikanische Film- und Bühnenschauspielerin
- 1943: Gerd Kröncke, deutscher Journalist
- 1943: Lee Jackson, britischer Musiker
- 1943: Wilhelm Brauneder, österreichischer Jurist, Universitätsprofessor und Politiker
- 1943: Sibylle Courvoisier, Schweizer Schauspielerin
- 1944: Rüdiger Bartelmus, deutscher Theologe und Professor
- 1944: Terry Brooks, US-amerikanischer Fantasy-Schriftsteller
- 1944: Michael Dreher, Schweizer Politiker
- 1944: Elke Lütjen-Drecoll, deutsche Anatomin
- 1944: Gudrun Mebs, deutsche Schriftstellerin
- 1945: Heinrich-Wilhelm Ronsöhr, deutscher Politiker
- 1945: Kadir Topbaş, türkischer Politiker, Oberbürgermeister von Istanbul
- 1945: Kevin Conneff, irischer Musiker (The Chieftains)
- 1945: Ludwig Wamser, deutscher Prähistoriker und Archäologe
- 1946: Hadayatullah Hübsch, deutscher Schriftsteller und Imam
- 1946: Fritz Künzli, Schweizer Fußballspieler
- 1946: Robby Krieger, US-amerikanischer Musiker (The Doors)
- 1946: Norbert Mateusz Kuźnik, polnischer Komponist, Musiktheoretiker, Organist und Orgelbauer
- 1947: Toivo Asmer, estnischer Politiker und Unternehmer
- 1947: William Bonin, US-amerikanischer Serienmörder (The Freeway Killer)

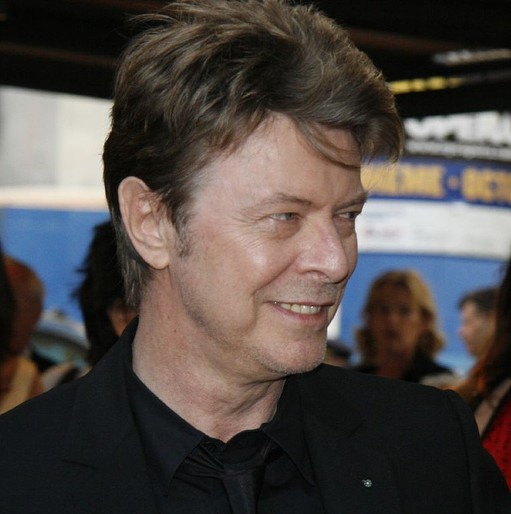
David Bowie (* 1947)

- 1947: David Bowie, britischer Musiker, Sänger, Produzent, Schauspieler und Maler
- 1947: Igor Wassiljewitsch Iwanow, russisch-kanadischer Schachspieler
- 1947: Samuel Schmid, Schweizer Politiker
- 1948: Frits Boterman, niederländischer Historiker
- 1949: Bogdan Dowlasz, polnischer Akkordeonist, Musikpädagoge und Komponist
- 1949: Gerhard Launer, deutscher Luftbildfotograf
- 1949: Zoot Horn Rollo, US-amerikanischer Gitarrist

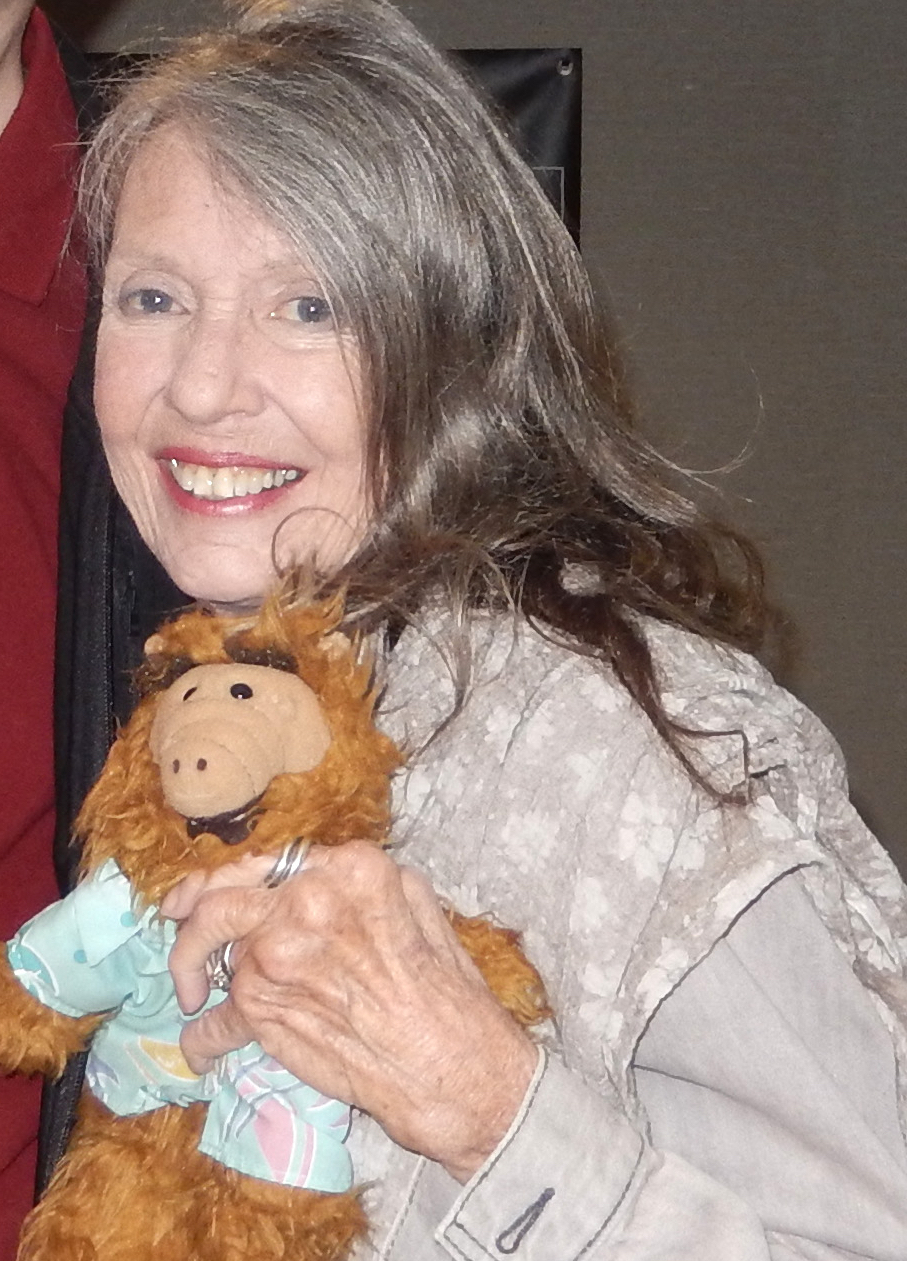
Anne Schedeen (* 1949)

- 1949: Anne Schedeen, US-amerikanische Schauspielerin
- 1949: Walter Witzel, deutscher Politiker, MdL
- 1950: Jos Hermens, niederländischer Leichtathlet und Manager

#### 1951–1975
- 1951: Paul Dresher, US-amerikanischer Komponist
- 1951: Bernhard Rapkay, deutscher Politiker, MdEP

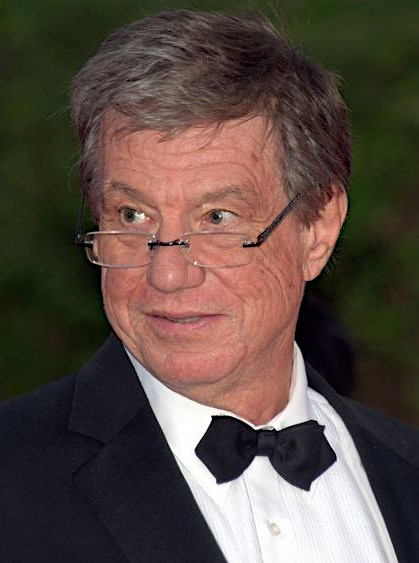
John McTiernan (* 1951)

- 1951: John McTiernan, US-amerikanischer Filmregisseur und Produzent
- 1951: Kenneth Anthony, Ministerpräsident von St. Lucia
- 1952: Klaus-Peter Flosbach, deutscher Politiker
- 1952: Rafael Rullán, spanischer Basketballspieler
- 1953: Gabi Lodermeier, deutsche Kabarettistin und Sängerin
- 1953: Pierre Trochu, kanadischer Komponist
- 1954: Evelyn Stolze, deutsche Schwimmerin
- 1955: Harriet Sansom Harris, US-amerikanische Schauspielerin
- 1955: Günther Schneider, deutscher Politiker
- 1956: Stefan Bernhard Eck, deutscher Politiker
- 1956: Heinrich Leonhard Kolb, deutscher Politiker
- 1956: Jack Womack, US-amerikanischer Schriftsteller
- 1957: Dwight Clark, US-amerikanischer American-Football-Spieler und -Funktionär
- 1958: Jo Heim, deutscher Kameramann
- 1958: Peter Sebastian, deutscher Sänger, Texter, Produzent und Rundfunkmoderator

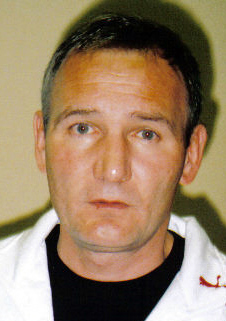
Roman Wójcicki (* 1958)

- 1958: Roman Wójcicki, polnischer Fußballspieler
- 1959: Leo Lukas, österreichischer Kabarettist, Regisseur und Schriftsteller
- 1959: Martin Langer, deutscher Kameramann
- 1959: Paul Hester, australischer Musiker
- 1960: Dave Weckl, US-amerikanischer Schlagzeuger
- 1960: Franz-Josef Holzenkamp, deutscher Politiker, MdB
- 1960: Jolanda Egger, Schweizer Schauspielerin, Model und Rennfahrerin
- 1961: Stephan Baumecker, deutscher Schauspieler
- 1961: Menno Boelsma, niederländischer Eisschnellläufer und Shorttracker
- 1961: Calvin Smith, US-amerikanischer Leichtathlet, Olympiasieger
- 1961: Sabine Rückert, deutsche Journalistin
- 1961: Klaus Gattermann, deutscher Skiläufer
- 1962: Michel Ligonnet, französischer Automobilrennfahrer
- 1962: Samir Labidi, tunesischer Minister und Diplomat
- 1963: Daniele Fortunato, italienischer Fußballspieler
- 1963: Alicia Svigals, US-amerikanische Geigerin und Komponistin
- 1964: Hannes Anton, österreichischer Politiker, Unternehmer und Manager
- 1964: Pongruangrong Arisman, thailändischer Aktivist
- 1964: José-Luis Carranza, peruanischer Fußballspieler
- 1964: Michael Mayer, deutscher Schauspieler

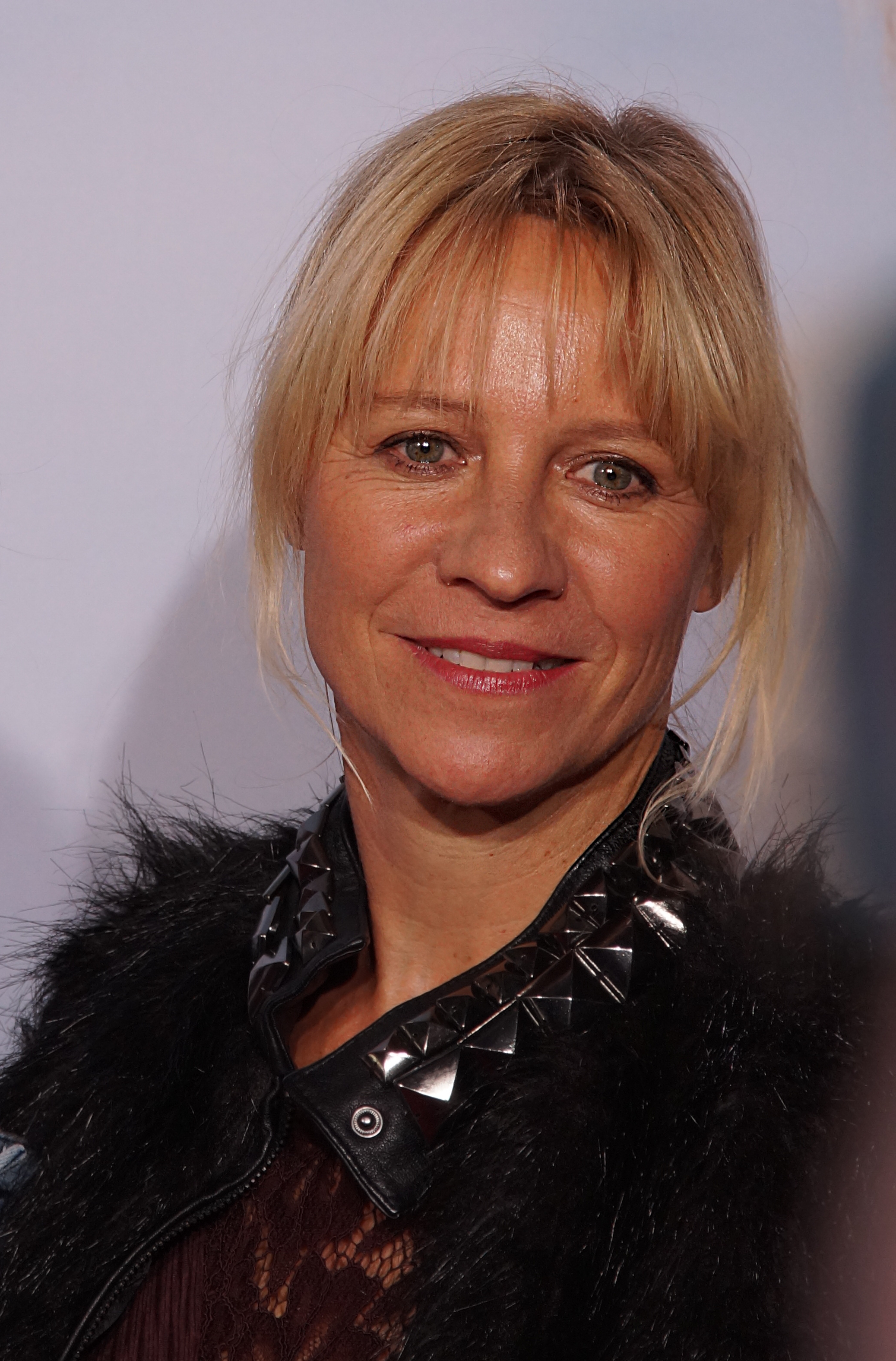
Dagmar Seume (* 1964)

- 1964: Dagmar Seume, deutsche Regisseurin
- 1964: Ron Sexsmith, kanadischer Songpoet
- 1965: Francisco Assis, portugiesischer Politiker, MdEP
- 1965: Ahn Jae-hyung, südkoreanischer Tischtennisspieler

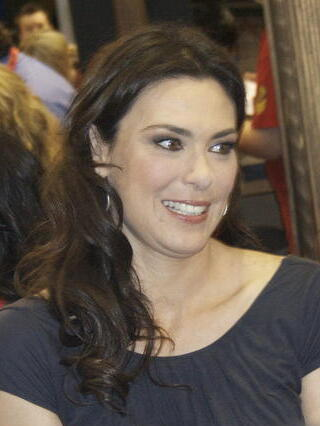
Michelle Forbes (* 1965)

- 1965: Michelle Forbes, US-amerikanische Schauspielerin
- 1965: Frank Heinemann, deutscher Fußballspieler und -trainer
- 1965: Pascal Obispo, französischer Musiker
- 1965: Matthias Matuschik, deutscher DJ und Moderator
- 1966: Trude Dybendahl, norwegische Skilangläuferin
- 1966: Lilly Forgách, deutsche Schauspielerin
- 1966: Michael Kimmel, deutscher Fußballspieler
- 1966: Andrew Wood, US-amerikanischer Rockmusiker
- 1967: Willie Lloyd Anderson Jr., US-amerikanischer Basketballspieler
- 1967: Birgit Aschmann, deutsche Historikerin
- 1967: Małgorzata Foremniak, polnische Schauspielerin
- 1967: R. Kelly, US-amerikanischer Sänger und Komponist
- 1967: Thomas Watson, britischer Politiker
- 1969: Teresa Salgueiro, portugiesische Sängerin (Madredeus)
- 1970: Dwayne Norris, kanadischer Eishockeyspieler
- 1971: Christian Kämpfer, deutscher Schauspieler
- 1971: Jason Giambi, US-amerikanischer Baseballspieler
- 1971: Pascal Zuberbühler, Schweizer Fußballspieler
- 1971: Volker Kronenberg, deutscher Politikwissenschaftler

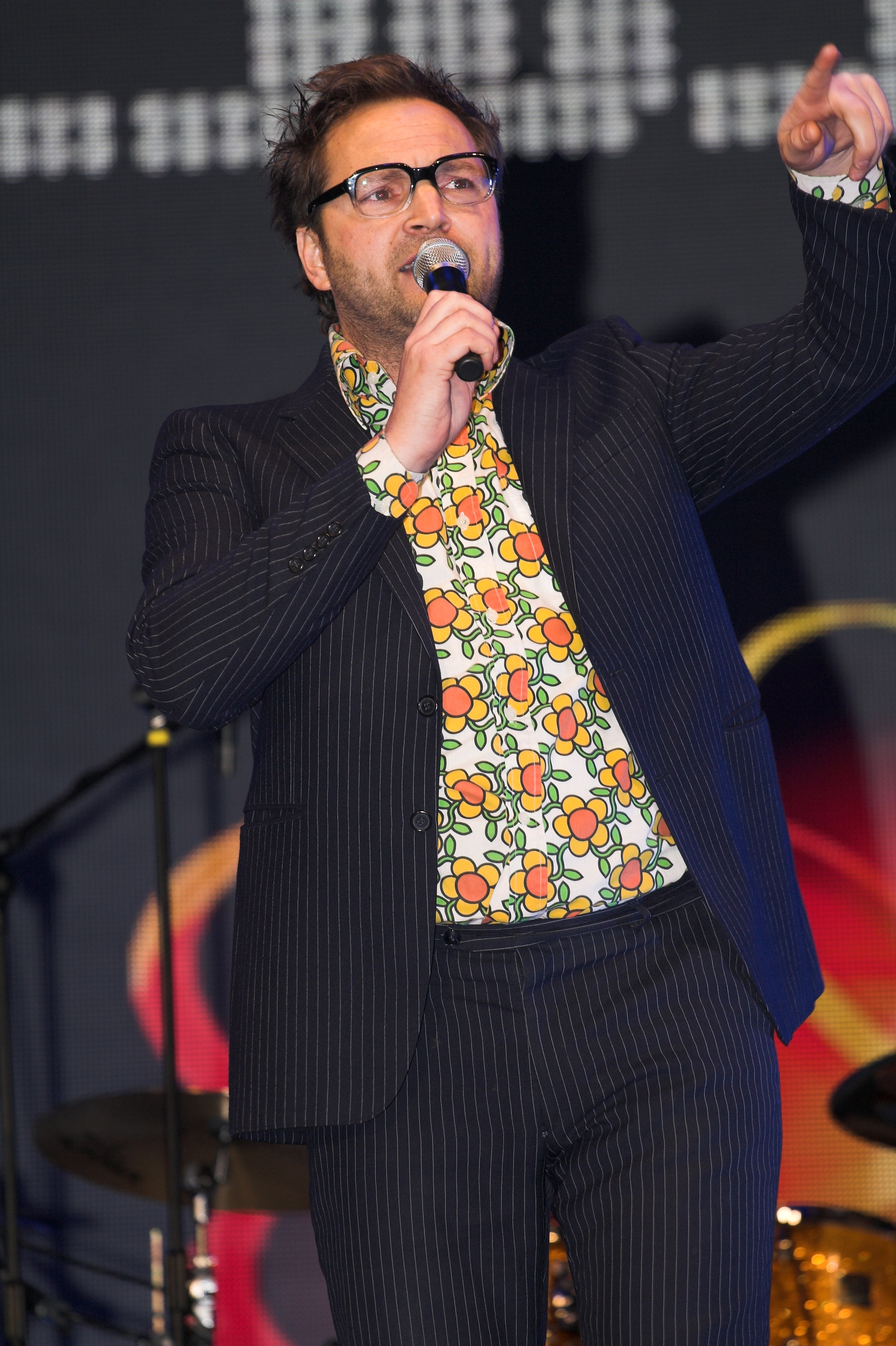
Paul Panzer (* 1972)

- 1972: Paul Panzer, deutscher Comedian und Schauspieler
- 1972: Giuseppe Favalli, italienischer Fußballspieler
- 1973: Henning Solberg, norwegischer Autosportler und Rallyefahrer
- 1973: Sai Kaleshwar, indischer Guru des Hinduismus
- 1973: Lutricia McNeal, US-amerikanische Pop/Soul-Sängerin
- 1974: Jürg Grünenfelder, Schweizer Skirennfahrer
- 1974: Rainer Kraft, deutscher Chemiker und Politiker
- 1975: Basto, belgischer DJ
- 1975: Elena Hruschyna, ukrainische Eiskunstläuferin
- 1975: DJ Clue, US-amerikanischer Hip-Hop-DJ

#### 1976–2000
- 1976: Raffaëla Anderson, französische Pornodarstellerin, Filmschauspielerin und Autorin
- 1976: Angélique Beldner, Schweizer Radio- und Fernsehjournalistin und Moderatorin
- 1976: Marco Fritsche, Schweizer Journalist und Fernsehmoderator
- 1976: Jenny Lewis, US-amerikanische Sängerin
- 1976: Christina Morina, deutsche Historikerin
- 1976: Tom Pondeljak, australischer Fußballspieler
- 1977: Manuela Arcuri, italienische Schauspielerin
- 1977: Andrea Ardito, italienischer Fußballspieler

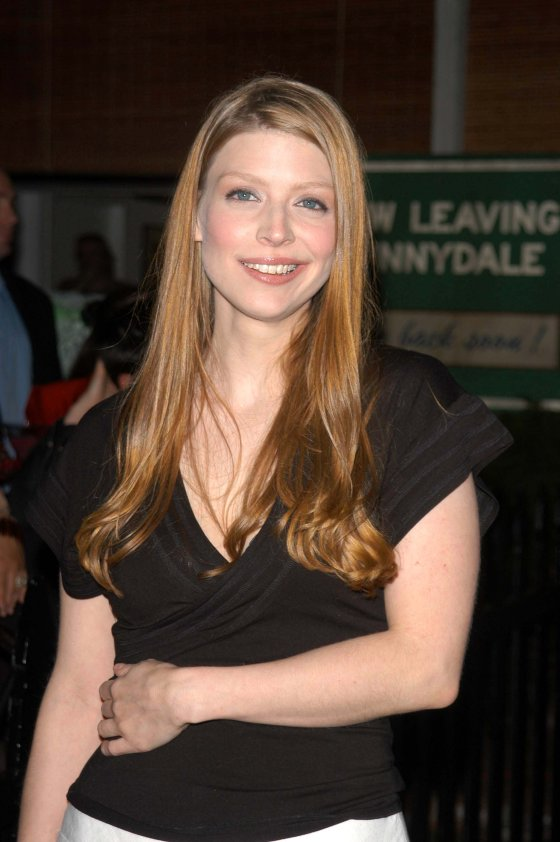
Amber Benson (* 1977)

- 1977: Amber Benson, US-amerikanische Schauspielerin
- 1977: Melanie Seeger, deutsche Leichtathletin
- 1978: Leonardo Bertagnolli, italienischer Radrennfahrer
- 1978: Marco Fu, Hongkong-chinesischer Snookerspieler
- 1979: Simon Colosimo, australischer Fußballspieler
- 1979: Birte Hanusrichter, deutsche Schauspielerin
- 1979: Hanna Ljungberg, schwedische Fußballspielerin
- 1979: Adrian Mutu, rumänischer Fußballspieler
- 1979: Sarah Polley, kanadische Filmschauspielerin
- 1979: Seol Ki-hyeon, südkoreanischer Fußballspieler
- 1979: Stipe Pletikosa, kroatischer Fußballspieler
- 1980: Edgar Álvarez, honduranischer Fußballspieler
- 1980: Annett Böhm, deutsche Judoka
- 1980: Hugo Grimm, deutscher Schauspieler
- 1980: Lee Jung-soo, südkoreanischer Fußballspieler
- 1980: Rachel Nichols, US-amerikanische Schauspielerin und Model
- 1980: Bernd Rauw, belgischer Fußballspieler
- 1980: Lucia Recchia, italienische Skirennläuferin
- 1981: Andrea Capone, italienischer Fußballspieler
- 1981: Michael Creed, US-amerikanischer Radrennfahrer
- 1981: Sebastián Eguren, uruguayischer Fußballspieler
- 1982: Patrick Baumann, Schweizer Fußballspieler
- 1982: Gaby Hoffmann, US-amerikanische Schauspielerin
- 1982: Huang Sui, chinesische Badmintonspielerin
- 1982: Barbara Tausch, österreichische Politikerin
- 1982: John Utaka, nigerianischer Fußballspieler
- 1982: Claudia Grehn, deutsche Dramatikerin
- 1983: Felipe Colombo, argentinischer Schauspieler und Musiker

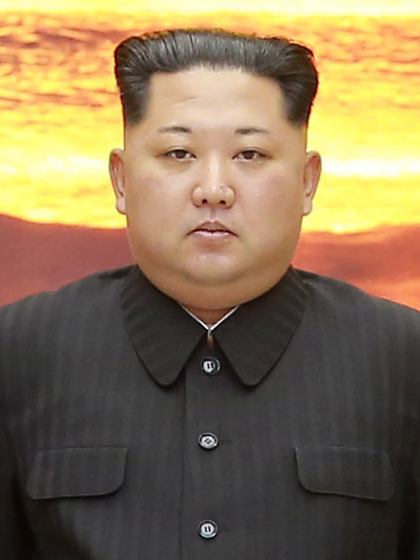
Kim Jong-un (* 1984)

- 1984: Kim Jong-un, nordkoreanischer Politiker, oberster Führer, Diktator
- 1985: Jorge Aguilar, chilenischer Tennisspieler
- 1985: Benedikt Fernandez, deutscher Fußballspieler
- 1985: Elisabeth Pähtz, deutsche Schachspielerin, Großmeister
- 1986: Sagarika Ghatge, indisches Model und Schauspielerin
- 1986: Florentina Holzinger, österreichische Choreografin
- 1986: David Silva, spanischer Fußballspieler
- 1987: Jurij Agarkow, ukrainischer Radrennfahrer
- 1987: Amanda Ammann, Miss Schweiz 2007
- 1987: Raphaela Möst, deutsche Schauspielerin
- 1988: Lars Bender, deutscher Fußballspieler
- 1988: Isabelle Knispel, Miss Germany 2006
- 1989: Marwa Amri, tunesische Ringerin
- 1989: Oliver Bozanic, australischer Fußballspieler
- 1989: Fabian Frei, Schweizer Fußballspieler
- 1989: André Huebscher, deutscher Eishockeyspieler
- 1989: Jakob Jantscher, österreichischer Fußballspieler
- 1989: Marcel Meisen, deutscher Radrennfahrer
- 1990: Sascha Bigalke, deutscher Fußballspieler
- 1990: Laura Brosius, deutsche Fußballspielerin

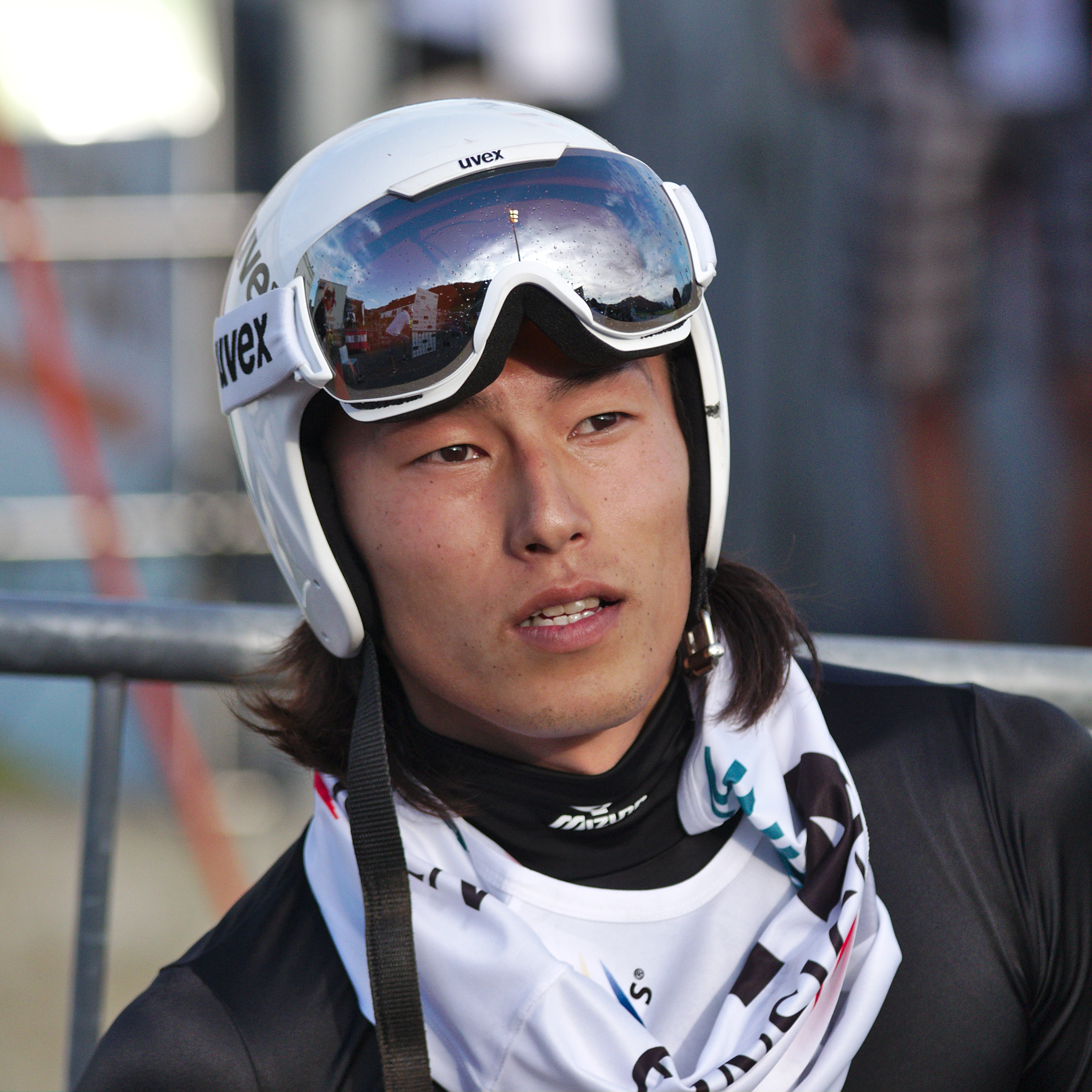
Kenshirō Itō (* 1990)

- 1990: Kenshirō Itō, japanischer Skispringer
- 1990: Alican Karadağ, türkischer Fußballspieler
- 1990: Scott Pye, australischer Rennfahrer
- 1991: Sara Glojnarić, kroatische Komponistin
- 1991: David Hansen, deutscher Handballspieler
- 1992: Justin Murisier, Schweizer Skirennfahrer
- 1993: Florian Ballas, deutscher Fußballspieler
- 1993: Tang Yi, chinesische Schwimmerin
- 1994: Thees Glabisch, deutscher Handballspieler
- 1995: Taylan Antalyalı, türkischer Fußballspieler
- 1995: Matti Steinmann, deutscher Fußballspieler
- 1997: Jack Thomas Andraka, US-amerikanischer Erfinder und Krebsforscher
- 1997: Giannos Kougioumtzian, zyprischer Skirennläufer
- 1998: Valentin Busch, deutscher Eishockeyspieler
- 1998: Hólmfríður Dóra Friðgeirsdóttir, isländische Skirennläuferin
- 1998: Melvin Krol, deutscher Fußballspieler
- 1998: Manuel Locatelli, italienischer Fußballspieler
- 1999: Damiano David, italienischer Rocksänger
- 1999: Arne Maier, deutscher Fußballspieler
- 1999: Ella Morgen, deutsche Schauspielerin
- 1999: Elisa Platino, italienische Skirennläuferin
- 2000: Noah Cyrus, US-amerikanische Schauspielerin
- 2000: Jannyk Wissmann, deutscher Handballspieler

### 21. Jahrhundert
- 2001: Lena Schilling, österreichische Klimaaktivistin
- 2002: Maya Cloetens, französisch-belgische Biathletin

## Gestorben

### Vor dem 16. Jahrhundert

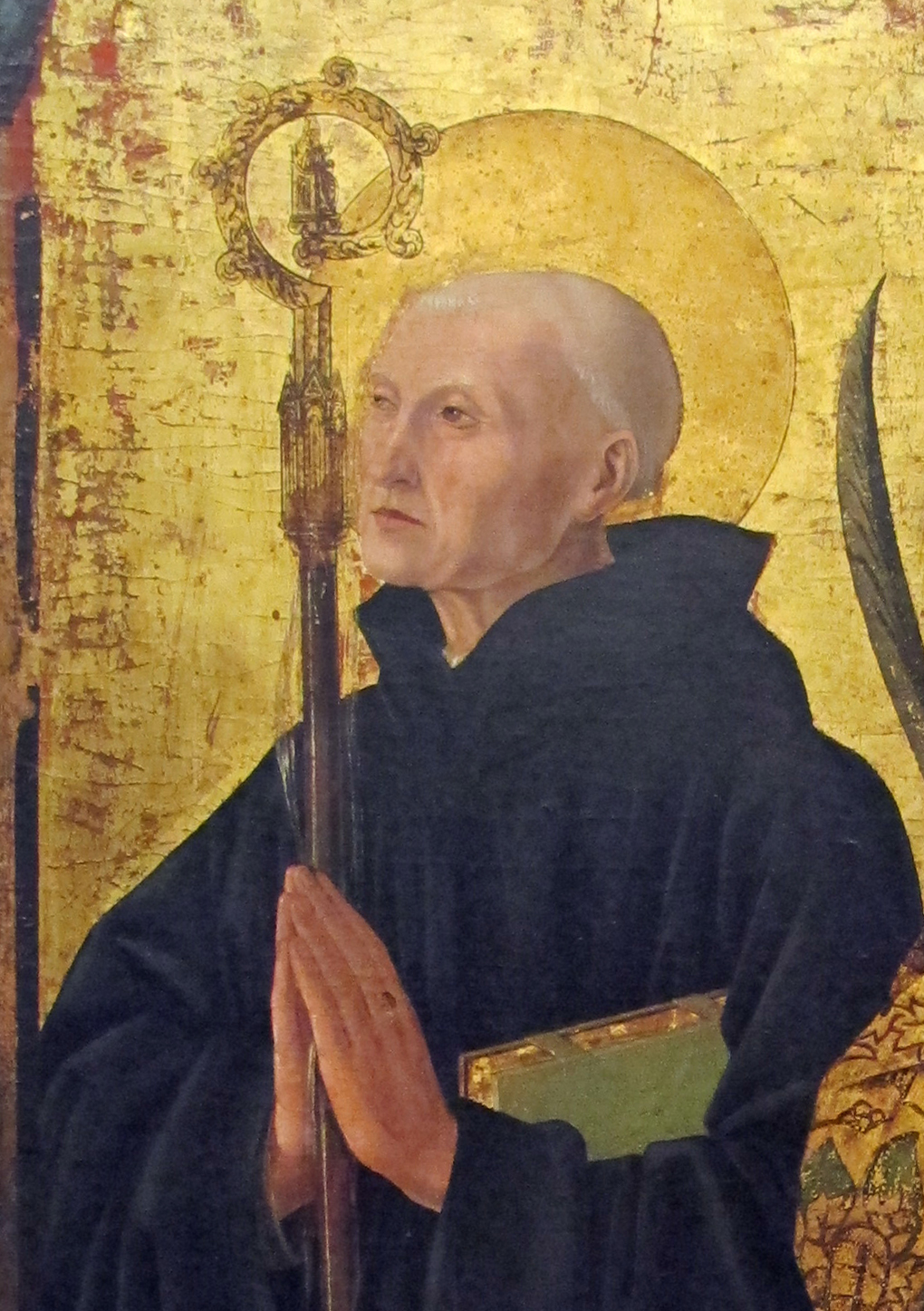
Severin von Norikum († 482)

- 0482: Severin von Noricum, Mönch, Glaubensbote
- 0559: Johannes Hesychastes, griechischer Eremit
- 0588: Abraham von Kaschkar, assyrischer Theologe
- 1079: Adela von Frankreich, Gräfin von Flandern und Heilige
- 1107: Edgar der Friedliche, König von Schottland
- 1152: Konrad I., Herzog von Zähringen, Gründer von Freiburg im Breisgau
- 1176: Manasses von Hierges, Konstabler von Jerusalem
- 1198: Coelestin III., Papst
- 1260: Albero V. von Kuenring-Dürnstein, österreichischer Ministerialadeliger
- 1268: William Mauduit, 8. Earl of Warwick, englischer Magnat
- 1292: Berta von Arnsberg, Äbtissin des Stifts Essen
- 1324: Marco Polo, venezianischer Händler
- 1337: Giotto di Bondone, italienischer Maler
- 1346: Lucy Thwing, englische Adelige
- 1354: Charles de la Cerda, Graf von Angoulême und Connétable von Frankreich
- 1366: Thomas Ringstead, Bischof von Bangor
- 1371: William Ferrers, 3. Baron Ferrers of Groby, englischer Adeliger
- 1444: Wilhelm II., Graf von Henneberg-Schleusingen
- 1456: Lorenzo Giustiniani, Patriarch von Venedig

### 16. bis 18. Jahrhundert
- 1538: Beatrix von Portugal, Herzogin von Savoyen
- 1552: Eustorg de Beaulieu, französischer Autor, Geistlicher, Organist und Komponist
- 1557: Albrecht II. Alcibiades, Markgraf von Brandenburg-Kulmbach
- 1560: Johannes a Lasco, Theologe und Reformator
- 1567: Jacobus Vaet, franko-flämischer Komponist, Sänger und Kapellmeister
- 1570: Philibert de l’Orme, französischer Architekt der Renaissance
- 1576: Lope García de Castro, spanischer Jurist und interimistischer Vizekönig von Peru
- 1620: Axel Nilsson Ryning, schwedischer Reichsadmiral
- 1623: Andreas Crappius, deutscher Kirchenliedkomponist

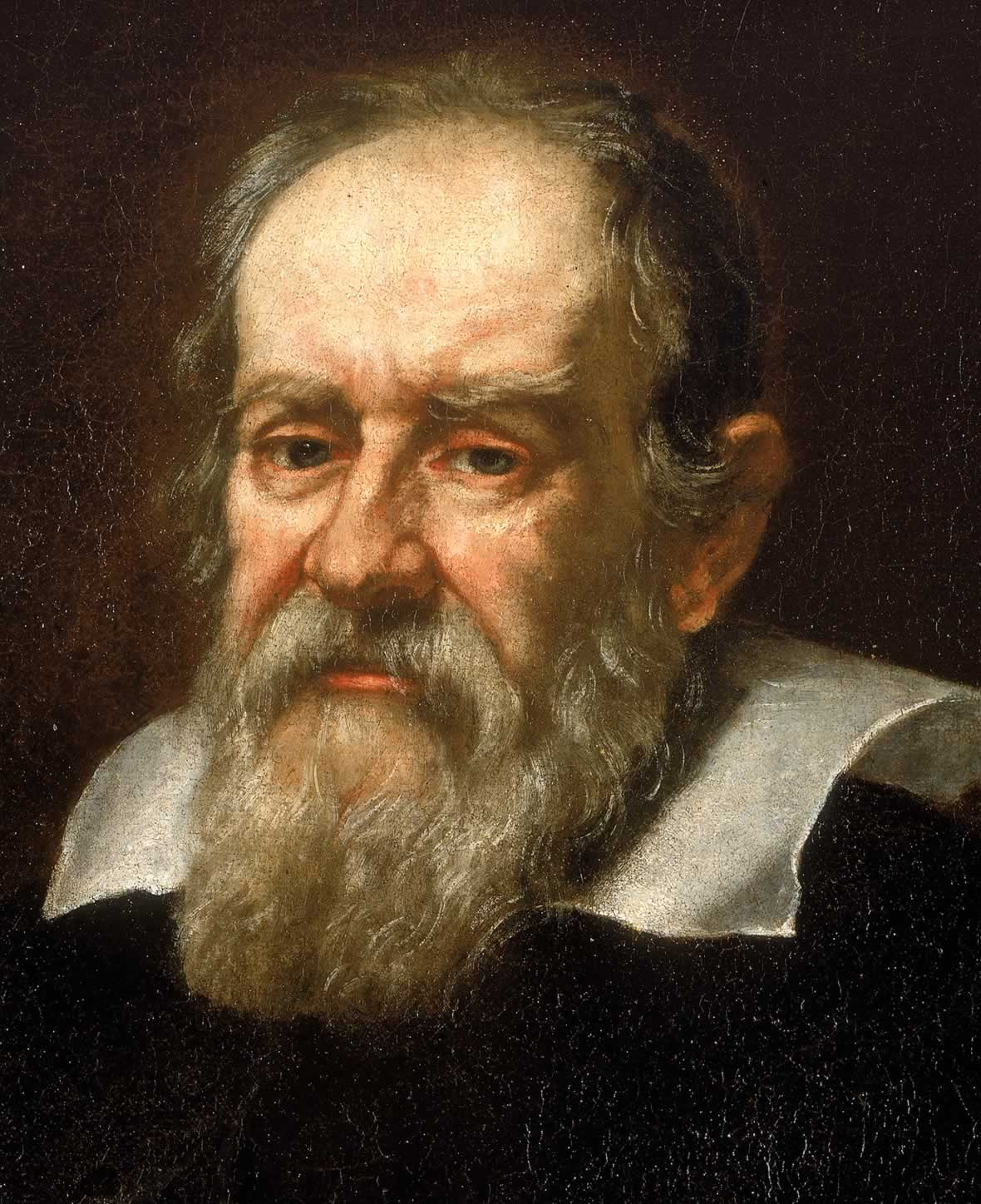
Galileo Galilei († 1642)

- 1642: Galileo Galilei, italienischer Philosoph, Mathematiker, Physiker und Astronom
- 1648: Alheit Snur, Opfer der Hexenverfolgung in Hannover
- 1654: Johannes Hildbrand, Bürgermeister von St. Gallen und Münzmeister
- 1655: Ludwig Philipp von Pfalz-Simmern, Administrator der Pfalz
- 1658: Anna Schulten, Opfer der Cansteiner Hexenprozesse
- 1664: Moyse Amyraut, Theologe aus Frankreich
- 1674: Justus van Egmont, niederländischer Maler
- 1688: Francesco Foggia, italienischer Komponist des Barock
- 1693: Jan Andrzej Morsztyn, polnischer Adliger, Politiker und Dichter
- 1697: Thomas Aikenhead, schottischer Medizinstudent
- 1703: Gottfried von Jena, deutscher Diplomat und preußischer Politiker
- 1704: Lorenzo Bellini, italienischer Anatom
- 1713: Arcangelo Corelli, italienischer Violinist und Komponist
- 1716: Franz Ernst von Hessen-Darmstadt, deutscher Adliger
- 1742: Johann Christoph von Naumann, deutscher Ingenieur, Offizier und Architekt
- 1750: Jan (II) Six, Amsterdamer Regent
- 1762: Teimuras II., König von Georgien
- 1775: John Baskerville, englischer Schriftentwerfer, Schreibmeister, Drucker
- 1791: Rudolph Friedrich Schultze, deutscher evangelischer Theologe
- 1794: Justus Möser, deutscher Schriftsteller und Politiker
- 1795: Friedrich Christoph Schmincke, deutscher Bibliothekar und Historiker
- 1796: Jean-Marie Collot d’Herbois, französischer Revolutionär

### 19. Jahrhundert

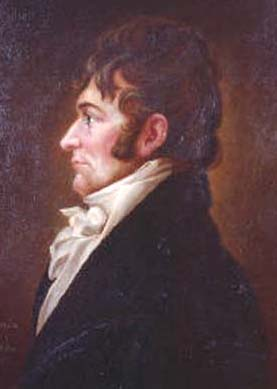
Robert Bowie († 1818)

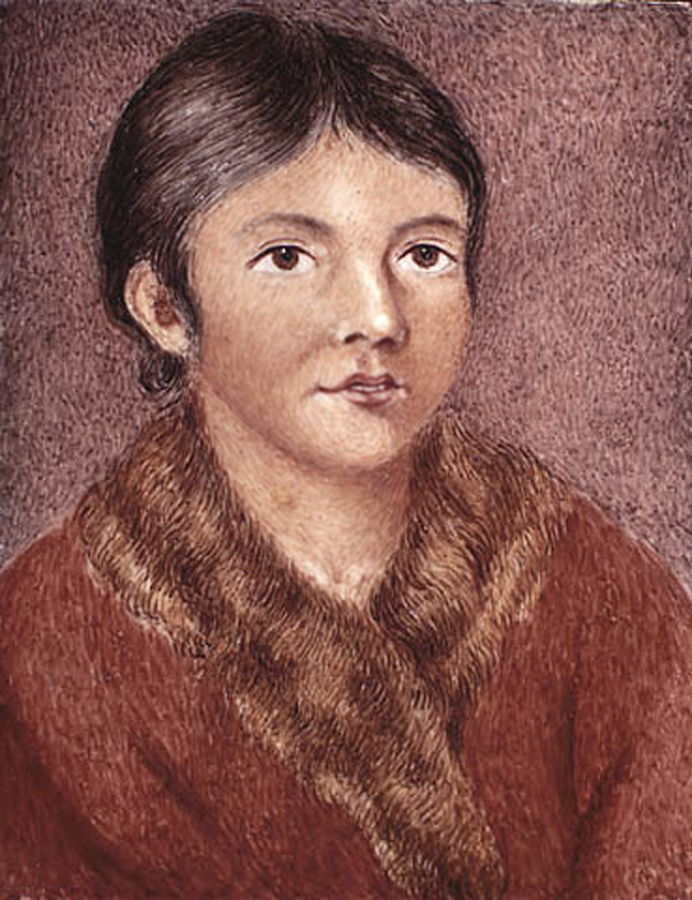
Demasduit († 1820)

- 1801: Johann Rautenstrauch, österreichischer Satiriker und Hofagent
- 1811: Friedrich Nicolai, deutscher Schriftsteller
- 1811: Francis Bourgeois, englischer Maler
- 1815: Edward Michael Pakenham, britischer Generalmajor
- 1816: Franz Joseph von Albini, deutscher Politiker und Staatsmann, Minister in Kurmainz und dem Großherzogtum Frankfurt
- 1818: Robert Bowie, US-amerikanischer Politiker
- 1820: Demasduit, Beothuk
- 1821: Karl Friedrich Wilhelm Herrosee, deutscher Kirchenlieddichter
- 1824: Josepha Duschek, böhmische Sängerin, Pianistin und Komponistin
- 1825: Eli Whitney, US-amerikanischer Erfinder und Fabrikant
- 1830: Georg Heinrich Lünemann, deutscher Altphilologe und Lexikograf
- 1831: Franz Krommer, tschechischer Komponist
- 1833: Édouard Jean-Baptiste Milhaud, französischer General
- 1834: Jacques Julien Houtou de Labillardière, französischer Naturforscher und Reisender
- 1839: Christian Jakob Wagenseil, Schriftsteller, Aufklärer und Publizist
- 1840: Franz Ludwig von Könitz, deutscher Offizier, Gutsbesitzer und Landtagsabgeordneter
- 1844: Ferdinand Piloty, deutscher Lithograf
- 1845: Pauline von Sagan, Fürstin von Hohenzollern-Hechingen
- 1846: Georg Friedrich Puchta, deutscher Jurist
- 1853: Charles Humphrey Atherton, US-amerikanischer Politiker

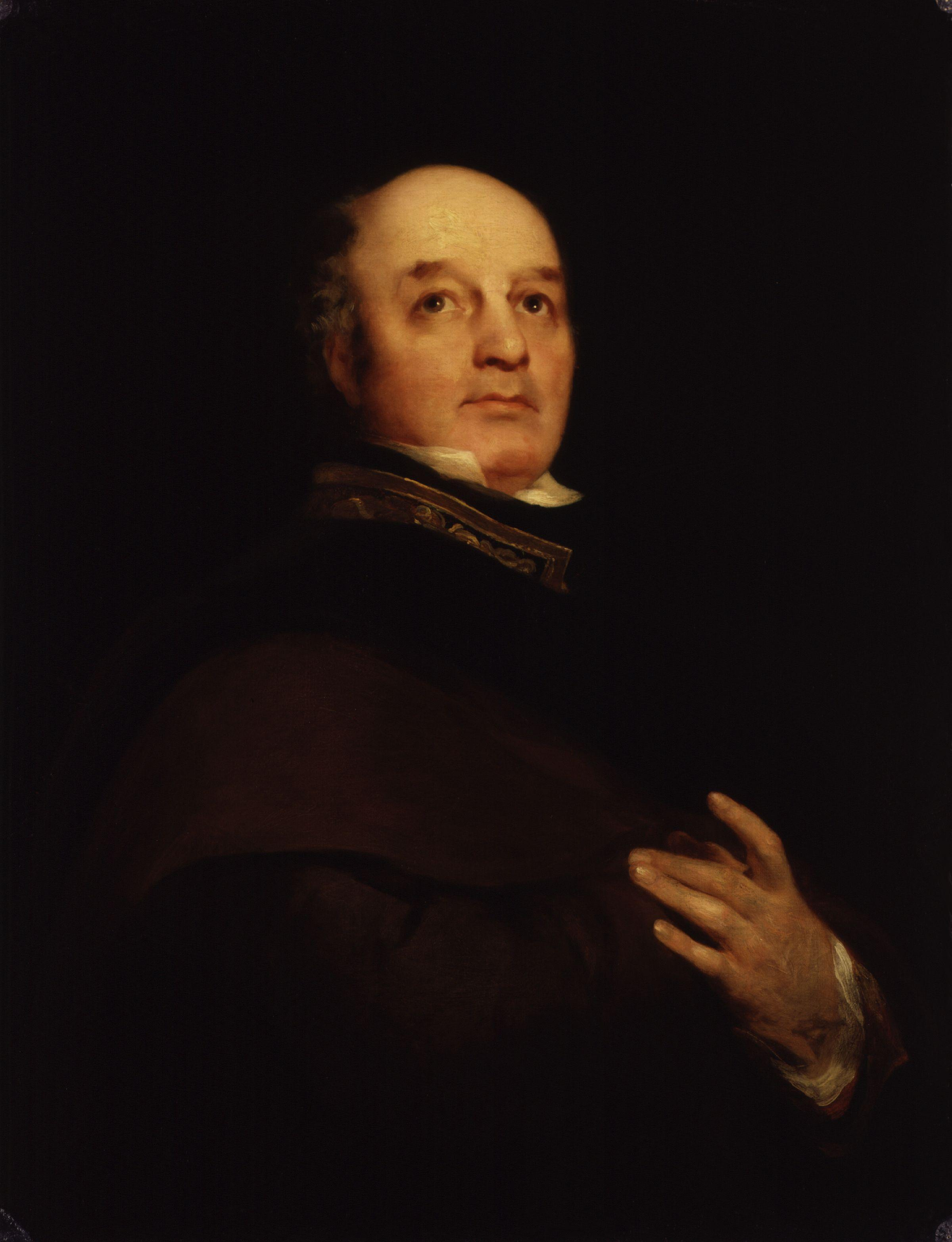
William Carr Beresford († 1854)

- 1854: William Carr Beresford, britischer General und portugiesischer Marschall
- 1855: Diponegoro, javanesischer Freiheitskämpfer
- 1864: Victor Dourlen, französischer Komponist
- 1864: Wilhelm Krause, deutscher Maler
- 1867: Heinrich August Wilhelm Stolze, deutscher Stenograf
- 1868: Adolf Heinrich von Arnim-Boitzenburg, preußischer Politiker
- 1871: José de la Trinidad Francisco Cabañas Fiallos, Staatschef von Honduras
- 1874: Charles Étienne Brasseur de Bourbourg, französischer Historiker, Ethnologe und Archäologe
- 1876: Adolphe Deloffre, französischer Dirigent und Geiger
- 1878: Charles Cousin-Montauban, französischer General und Staatsmann
- 1878: Henry Wilson, US-amerikanischer Komponist
- 1879: Baldomero Espartero, spanischer General, Politiker und Regent
- 1879: Ferdo Livadić, kroatischer Komponist
- 1880: Gustav Heine, deutscher Architekt
- 1880: Joshua Norton, selbst ernannter Kaiser der USA und Schutzherr von Mexiko
- 1883: Augustin Keller, Schweizer Politiker
- 1888: Auguste Maquet, französischer Schriftsteller
- 1894: Johann Friedrich Budde, deutscher Jurist und Hochschullehrer
- 1894: Peter Wilhelm Forchhammer, deutscher Altphilologe und Archäologe
- 1896: Johann Wilhelm Appell, deutscher Schriftsteller und Bibliothekar
- 1896: Paul Verlaine, französischer Lyriker des Symbolismus
- 1898: Giocondo Storni, Schweizer römisch-katholischer Geistlicher

### 20. Jahrhundert

#### 1901–1950
- 1918: Heinrich von Buz, deutscher Techniker und Industrieller

Luise Nordmann († 1911)

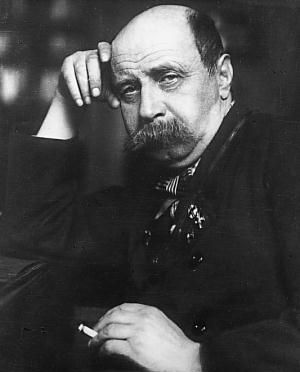
Peter Altenberg († 1919)

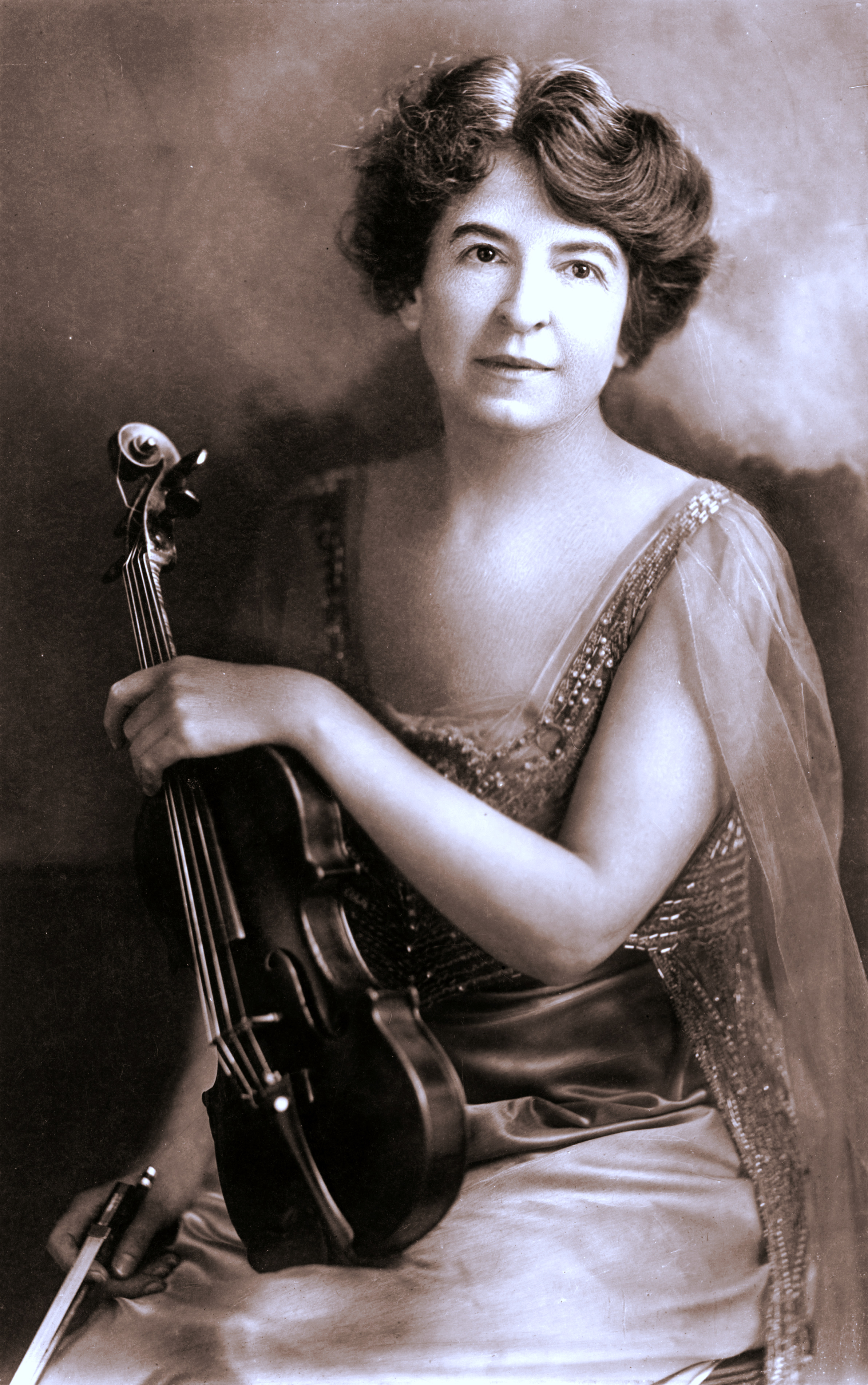
Maud Powell († 1920)

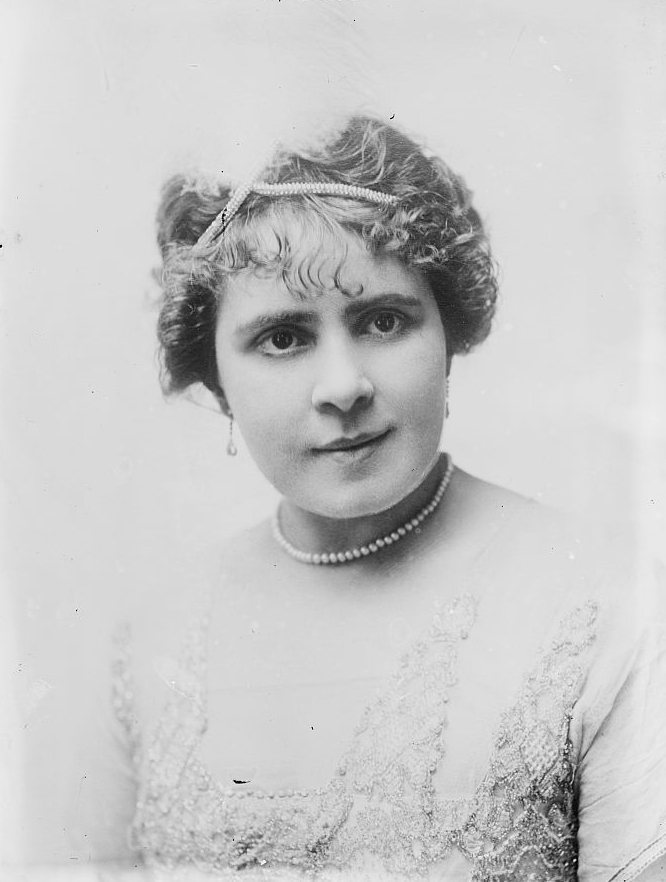
Béatrice La Palme († 1921)

- 1902: Ludwig Beckmann, deutscher Maler
- 1902: Adam Worth alias Henry J. Raymond, deutschamerikanischer Krimineller
- 1906: Édouard Blau, französischer Librettist und Schriftsteller
- 1911: Luise Nordmann Harfenjule, Berliner Straßensängerin und Stadtoriginal
- 1911: Emma Ihrer, deutsche Politikerin und Gewerkschafterin
- 1913ː Helene Noack, deutsche Malerin
- 1916: Rembrandt Bugatti, italienischer Bildhauer
- 1916: Charles Conrad Schneider, US-amerikanischer Ingenieur und Brückenkonstrukteur
- 1917: Rudolph von Roman, Regierungspräsident von Oberfranken
- 1919: Peter Altenberg, österreichischer Schriftsteller
- 1920: Maud Powell, US-amerikanische Violinistin
- 1921: Béatrice La Palme, kanadische Sängerin, Geigerin und Musikpädagogin
- 1922: Wilhelm Rühlmann, deutscher Orgelbauer
- 1924ː Marie von Olfers, deutsche Schriftstellerin und Illustratorin
- 1928: Leonhard Lang, österreichischer Papierhändler und Wohltäter
- 1928: Otto Stolten, deutscher Politiker
- 1933: Benjamin Jan Kouwer, niederländischer Gynäkologe
- 1934: Andrei Bely, russischer Dichter und Theoretiker des Symbolismus
- 1934: Adolf Rettelbusch, deutscher Maler („Brockenmaler“)
- 1937: Richard Anschütz, deutscher Chemiker und Professor
- 1937: Waltraud Lewin, deutsche Schriftstellerin, Dramaturgin und Regisseurin
- 1938: Friedrich von Kalitsch, deutscher Forstmann
- 1938: Christian Rohlfs, deutscher Maler des Expressionismus

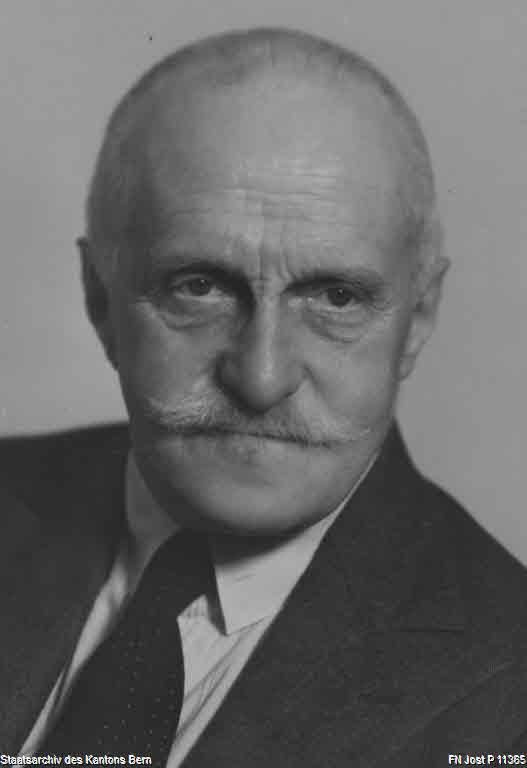
Otto von Greyerz († 1940)

- 1940: Otto von Greyerz, Schweizer Germanist, Pädagoge und Mundartschriftsteller
- 1941: Robert Baden-Powell, britischer Offizier, Gründer der Pfadfinderbewegung
- 1941: Karl Elleder, österreichischer Karikaturist und Illustrator
- 1942: Catharinus Elling, norwegischer Komponist, Volksmusiksammler, Musikkritiker und -pädagoge
- 1942: Joseph Franklin Rutherford, US-amerikanischer Jurist, Leiter der Zeugen Jehovas
- 1943: Franz von Borries, deutscher Regierungsbeamter
- 1943: Simon Gfeller, Schweizer Autor, Emmentaler Mundartdichter
- 1944: Josef Angermann, österreichischer Schriftsetzer und Kommunist
- 1944: Carl Christian Mez, deutscher Botaniker und Universitätsprofessor
- 1945: Fjodor Akimenko, ukrainisch-russischer Komponist, Pianist und Musikpädagoge
- 1945: Karl Ernst Krafft, Schweizer Statistiker, Charakterologe und Wirtschaftsberater
- 1946: Paula Müller-Otfried, deutsche Frauenrechtlerin
- 1948: Thurman Barker, US-amerikanischer Jazz-Schlagzeuger, Perkussionist und Komponist
- 1948: Kurt Schwitters, deutscher Maler, Dichter, Werbegrafiker und Künstler
- 1948: Richard Tauber, österreichischer Tenor
- 1950: Joseph Schumpeter, österreichisch-ungarischer Ökonom und Politiker

#### 1951–2000

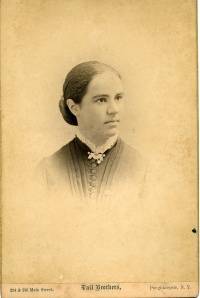
Antonia Maury († 1952)

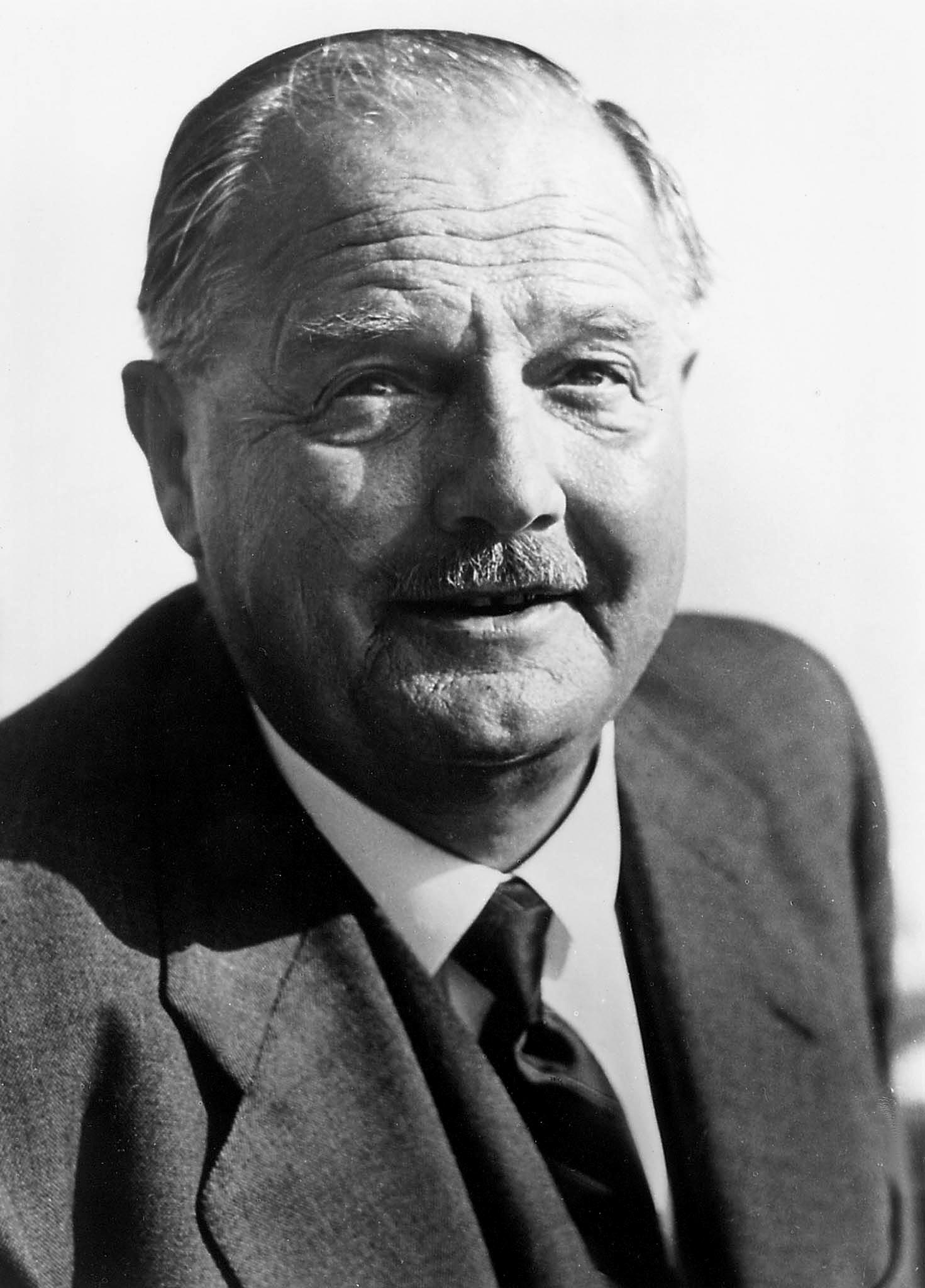
Julius Raab († 1964)

- 1951: Max tom Dieck, deutscher Politiker
- 1951: Gustav Zeitzschel, deutscher Opernsänger
- 1952: Antonia Maury, US-amerikanische Astronomin
- 1954: Franz Böhner, deutscher Politiker
- 1955: Erich Anders, deutscher Musiker und Komponist
- 1956: Jim Elliot, US-amerikanischer evangelikaler Missionar in Ecuador
- 1956: Else Falk, deutsche Sozialpolitikerin und Frauenrechtlerin
- 1957: Viktor von Weizsäcker, deutscher Mediziner
- 1958ː Mary Colter, US-amerikanische Architektin, Schöpferin des El Navajo Gallup, New Mexico
- 1958: John Duff, kanadischer Automobilrennfahrer
- 1958: Viktor Geramb, österreichischer Volkskundler
- 1958: Paul Pilgrim, US-amerikanischer Leichtathlet
- 1960: Marie Luise Becker, deutsche Schriftstellerin
- 1961: Valentin Faltlhauser, deutscher Psychiater, Beteiligter an Euthanasieverbrechen
- 1962: Maximilian Hohenberg, österreichischer Aristokrat
- 1964: Karekin Deveciyan, türkischer Funktionär
- 1964: Julius Raab, österreichischer Politiker, Bundeskanzler
- 1964: Paul Sixt, deutscher Kapellmeister
- 1965: Daniel Wirtz, deutscher Geologe
- 1965: Boris Wassiljewitsch Barnet, sowjetischer Filmregisseur und Schauspieler
- 1966: Martha Fuchs, deutsche Politikerin, Oberbürgermeisterin von Braunschweig, MdL
- 1966: Aloysius Paul Grafenberger, deutscher Widerstandskämpfer
- 1967: Theodor Ankermann, deutscher Gewerkschafter und Politiker
- 1967: Zbigniew Cybulski, polnischer Schauspieler
- 1968: Piero Pastore, italienischer Fußballspieler und Schauspieler

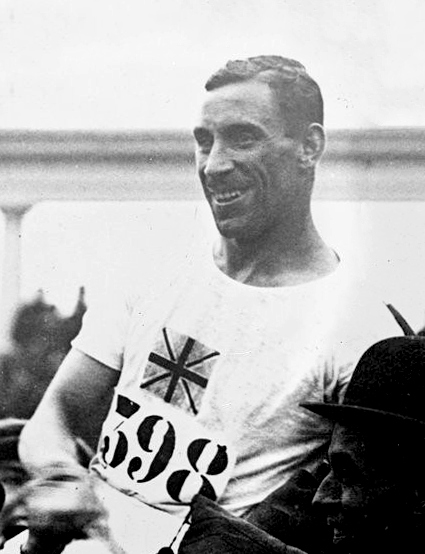
Albert Hill († 1969)

- 1969: Albert Hill, britischer Leichtathlet
- 1970ː Eva Christa, deutsche Schauspielerin und eine der ersten Filmregisseurinnen in Deutschland
- 1970: Jani Christou, griechischer Komponist
- 1971: Adriano Lualdi, italienischer Komponist, Dirigent, Musikpädagoge und -kritiker
- 1972: Wesley Ruggles, US-amerikanischer Filmregisseur und Schauspieler
- 1973: August Herold, deutscher Rebenzüchter (Kerner und Dornfelder)
- 1973: Eugen Schuhmacher, Zoologe und Tierfilmpionier
- 1974: Rosa Münch, Schweizer Politikerin
- 1974: Konrat Ziegler, klassischer Philologe
- 1976: Ernst Emil Jung, deutscher Reeder, Mäzen in Hamburg
- 1976: Zhou Enlai, chinesischer Politiker, Führer der Kommunistischen Partei, Premierminister
- 1976: Kevin Yoder, US-amerikanischer Politiker
- 1977: Horst von Mellenthin, deutscher General
- 1978: André François-Poncet, französischer Politiker und Diplomat
- 1979: Sara Carter, US-amerikanische Country-Sängerin
- 1979: Wuert Engelmann, US-amerikanischer American-Football-Spieler
- 1979: Johannes Mebus, deutscher Politiker und Theologe
- 1979: Bogdan Ostromęcki, polnischer Lyriker, Essayist und Übersetzer
- 1980: Kuroda Saburō, japanischer Lyriker
- 1980: John William Mauchly, US-amerikanischer Physiker und Computer-Ingenieur

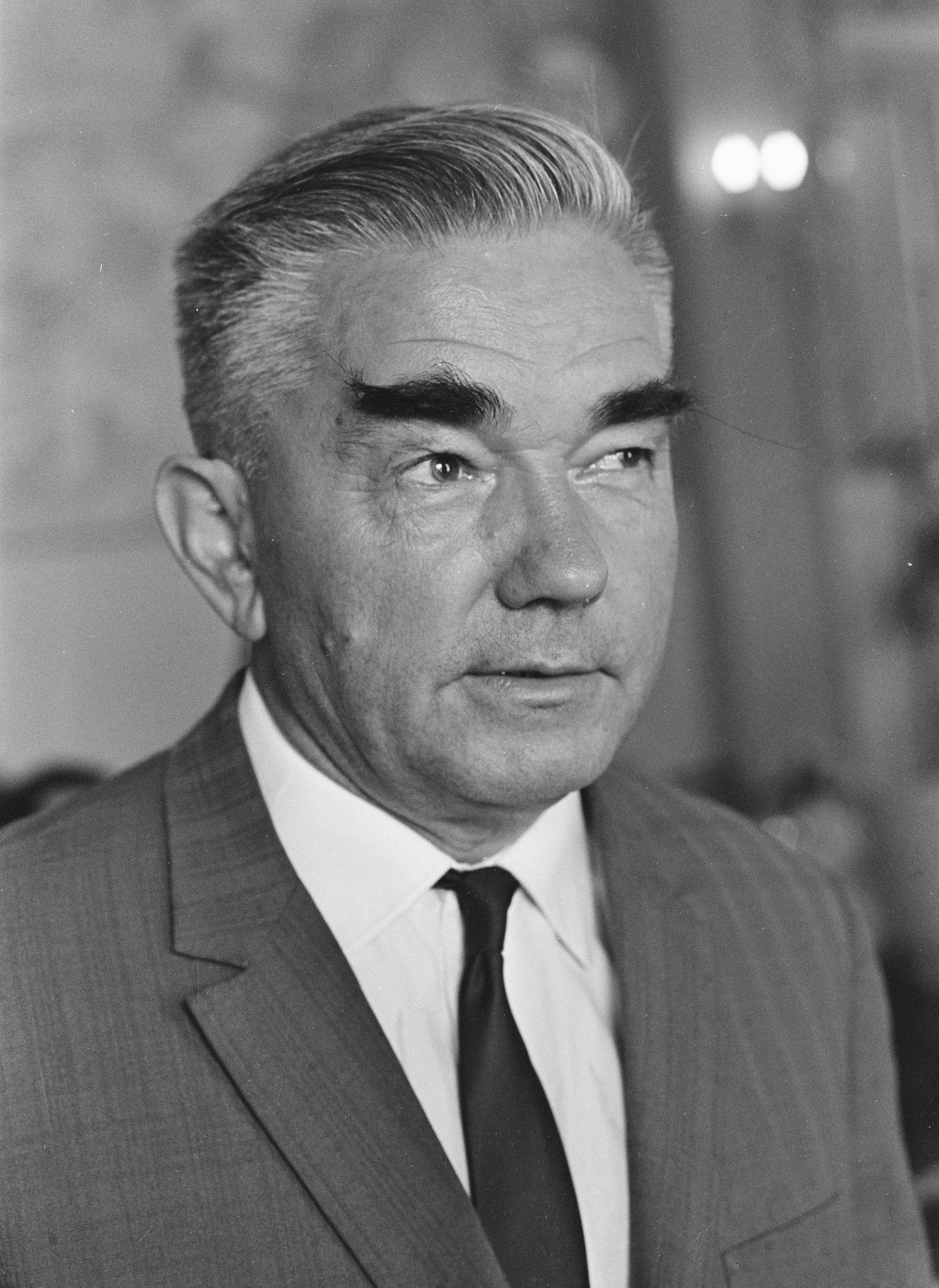
Alexander Alexandrowitsch Kotow († 1981)

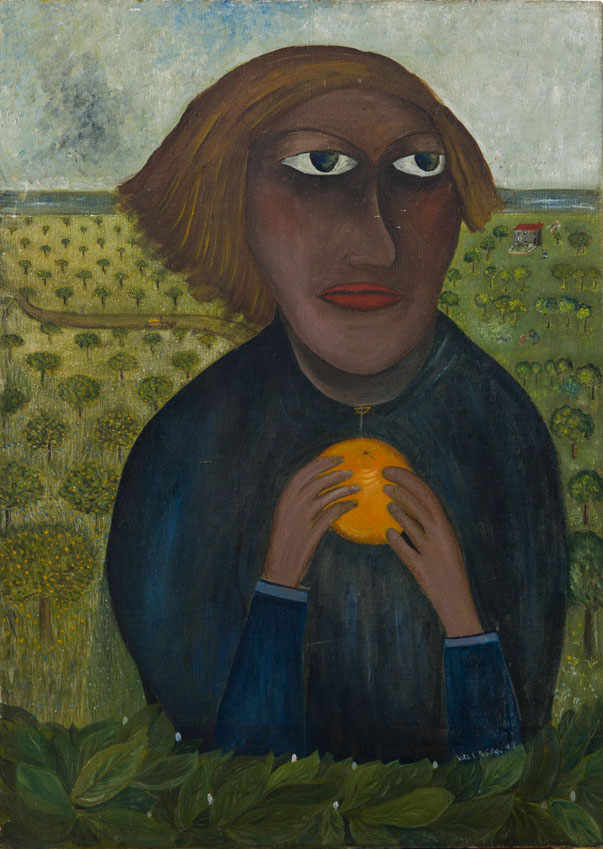
Lette Valeska († 1985)

- 1981: Alexander Alexandrowitsch Kotow, russischer Schachspieler und -Autor
- 1981: Francis Samuelson, 4. Baronet, britischer Automobilrennfahrer
- 1982: Grégoire Aslan, armenischer Schauspieler
- 1982: Reta Shaw, US-amerikanische Schauspielerin
- 1983: Marie Minna Bielenberg, deutsche Malerin und Töpferin
- 1983: Gale Page, US-amerikanische Schauspielerin
- 1984: Alwin Aßmann, österreichischer Politiker
- 1985: Lette Valeska, deutsch-amerikanische Fotografin, Malerin und Bildhauerin
- 1986: Pierre Fournier, französischer Cellist
- 1987: Manuel Blancafort i de Rosselló, katalanischer Komponist
- 1987: Elmer Miller, US-amerikanischer Baseballspieler
- 1989: Jan Cherniavsky, kanadischer Pianist ukrainischer Herkunft
- 1989: Johnny Jordaan, niederländischer Sänger
- 1989: Otto Kasten, deutscher Schauspieler, Dramaturg, Regisseur und Intendant, Gründer des Vereins Besucherring Dr. Otto Kasten
- 1989: Ueda Miyoji, japanischer Lyriker und Literaturkritiker
- 1990: Johann Asch, deutscher Politiker
- 1990: Georgie Auld, US-amerikanischer Jazz-Tenorsaxophonist, Klarinettist und Bandleader
- 1990: August Sturm, österreichischer Turner
- 1990: Terry-Thomas, britischer Schauspieler
- 1991: Steve Clark, britischer Rockmusiker (Def Leppard)
- 1992: Louis Terrenoire, französischer Journalist und Politiker
- 1993: Herbert Trantow, deutscher Komponist und Dirigent
- 1994: Hans Karl Otto Asplund, schwedischer Architekt
- 1994: Fritz Peter, Schweizer Sänger (Tenor)
- 1995: Carlos Monzón, argentinischer Boxer
- 1996: Teobaldo Depetrini, italienischer Fußballspieler und -trainer
- 1996: John William Hargreaves, australischer Schauspieler

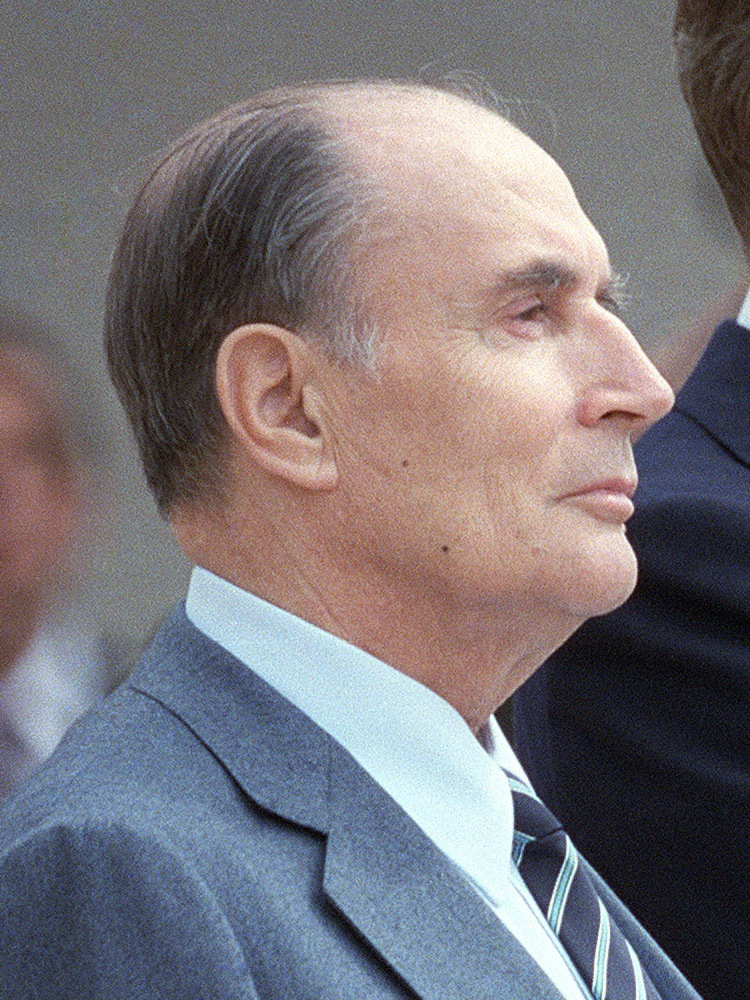
François Mitterrand († 1996)

- 1996: François Mitterrand, französischer Staatspräsident
- 1997: Melvin Calvin, US-amerikanischer Chemiker und Biochemiker
- 1998: Rudolf Sigl, deutscher Astronom und Geodät (Satellitengeodäsie)
- 1998: Michael Tippett, britischer Komponist
- 2000: Karl Adamek, österreichischer Fußballspieler und -trainer
- 2000: Henry Eriksson, schwedischer Leichtathlet, Olympiasieger
- 2000: Fritz Thiedemann, deutscher Springreiter
- 2000: Herbert Turnauer, österreichischer Industrieller

### 21. Jahrhundert
- 2001: Alfred Neumann, DDR-Politiker, Minister für Materialwirtschaft
- 2002: David McWilliams, britisch-nordirischer Musiker, Songwriter und Gitarrist

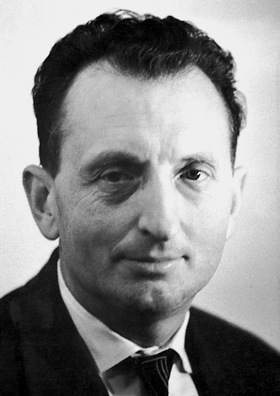
Alexander Prochorow († 2002)

- 2002: Alexander Michailowitsch Prochorow, sowjetischer Physiker, Nobelpreisträger
- 2002: Pascal Rywalski, Schweizer Kapuziner und Generalminister
- 2003: Ron Goodwin, britischer Komponist
- 2004: Ivo Jirásek, tschechischer Komponist und Dirigent
- 2006: Manfred Bofinger, deutscher Grafiker, Karikaturist und Cartoonist
- 2007: Harold Keck, US-amerikanischer Automobilrennfahrer
- 2009: Don Galloway, US-amerikanischer Schauspieler
- 2009: Gaston Lenôtre, französischer Konditor, Unternehmer und Autor von Kochbüchern
- 2010: Art Clokey, US-amerikanischer Regisseur und Trickfilmanimator

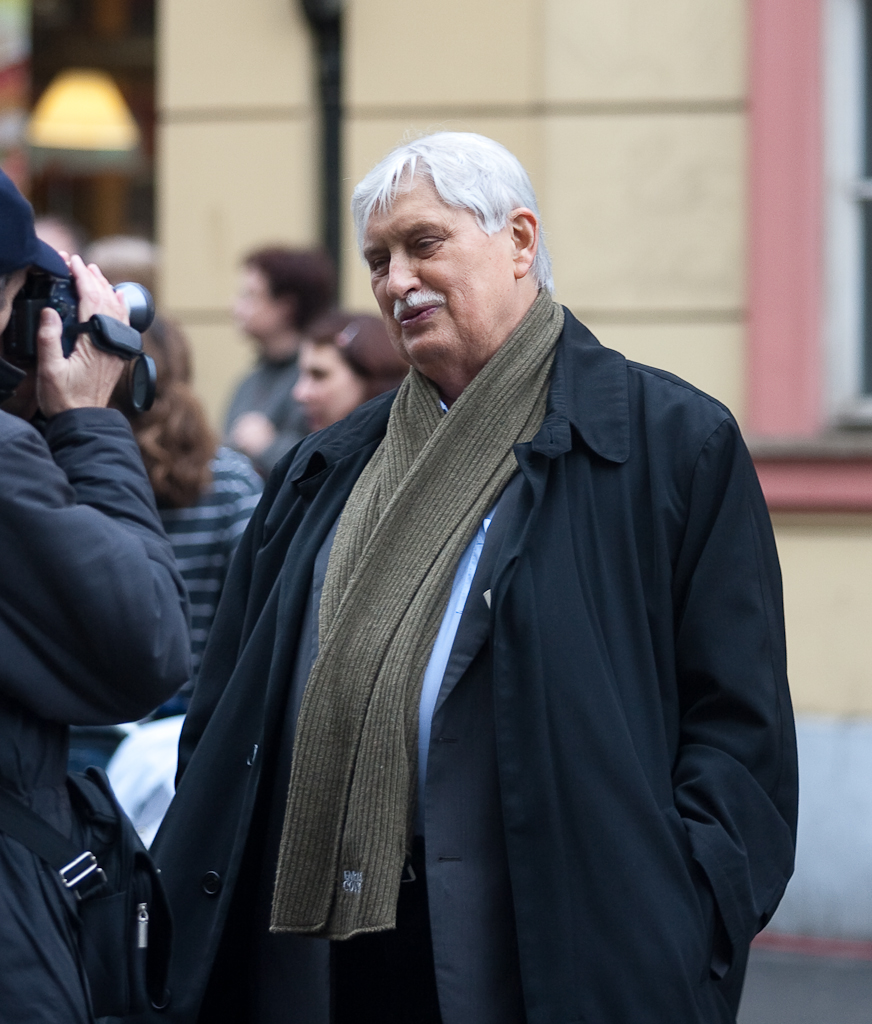
Jiří Dienstbier († 2011)

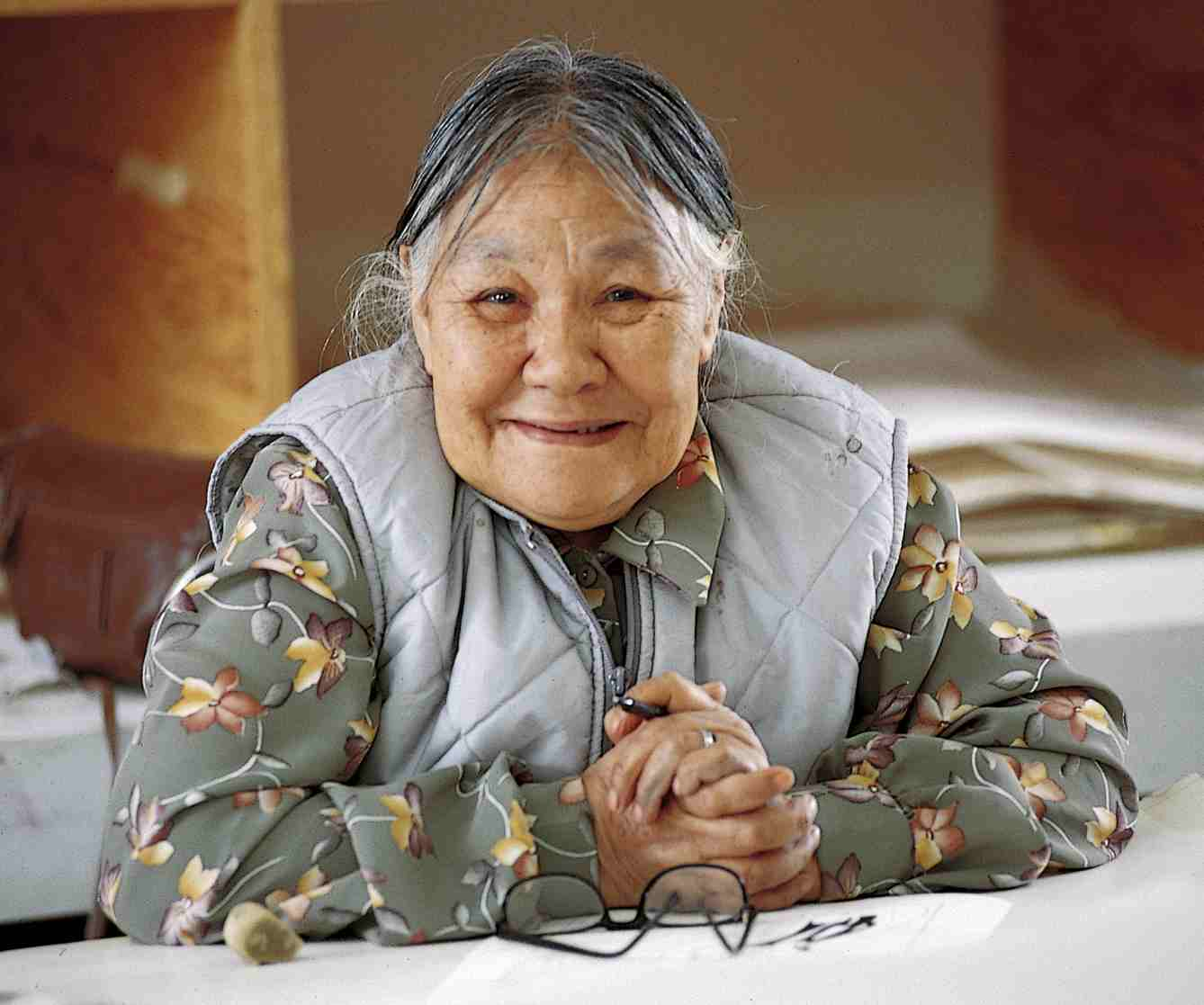
Kenojuak Ashevak († 2013)

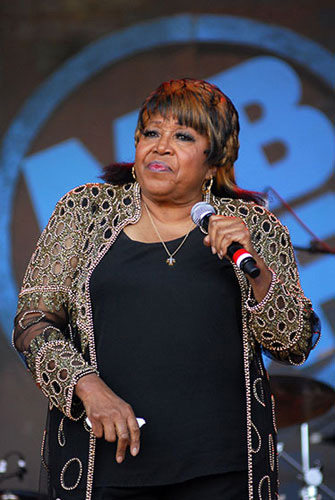
Denise LaSalle († 2018)

- 2011: Jiří Dienstbier, tschechischer Politiker und Journalist
- 2011: Klauspeter Seibel, deutscher Dirigent
- 2012: Jan Håkan Åberg, schwedischer Organist, Kirchenmusiker und Komponist
- 2012: Bernhard Schrader, deutscher Chemiker, Pionier der experimentellen Molekülspektroskopie für die chemische Analytik
- 2012: Stefano Scodanibbio, italienischer Kontrabassist und Komponist
- 2012: Wiktor Alexejewitsch Wasjulin, russischer Philosoph
- 2012: Alexis Weissenberg, bulgarischer Pianist
- 2013: Kenojuak Ashevak, kanadische Künstlerin
- 2013: Alexander Mnazakanjan, armenisch-russischer Komponist
- 2016: Elmar Hillebrand, deutscher Bildhauer
- 2017: Nicolai Gedda, schwedischer Opernsänger
- 2017: Hannemarie Kühler, deutsche Juristin, Richterin, Gerichtspräsidentin
- 2017: Ruth Perry, Präsidentin von Liberia
- 2017: Ali Akbar Hāschemi Rafsandschāni, iranischer Geistlicher und Staatspräsident
- 2018: Yvonne Englich, deutsche Ringerin
- 2018: Denise LaSalle, US-amerikanische Bluessängerin
- 2018: Andor Losonczy, ungarisch-österreichischer Komponist und Pianist
- 2020: Geri Nasarski, deutsche Fernsehjournalistin
- 2020: María del Pilar von Spanien, spanische Adelige
- 2021: Werner Klumpp, deutscher Politiker, MdL, Landesminister, Ministerpräsident des Saarlandes
- 2021: José Méndez, spanischer Ruderer und Sportfunktionär
- 2022: Wiktor Masin, sowjetischer Gewichtheber
- 2022: John Rambo, US-amerikanischer Leichtathlet
- 2022: Nina Rotschewa, sowjetische Skilangläuferin
- 2023: Borislav Dević, jugoslawischer Leichtathlet
- 2023: Juan Francisco García, mexikanischer Boxer
- 2023: Siegfried Kurz, deutscher Dirigent und Komponist
- 2023: Ray Middleton, britischer Geher
- 2024: Adan Canto, mexikanischer Schauspieler
- 2024: Shahla Lahiji, iranische Autorin, Verlegerin, Übersetzerin, Frauenrechtsaktivistin
- 2024: Phillip Earl „Phill“ Niblock, US-amerikanischer Multi-Media-Künstler und Komponist
- 2025ː Françoise Choay, französische Architekturhistorikerin und Denkmalpflegerin

## Feier- und Gedenktage
- Kirchliche Gedenktage
  - Hl. Severin von Noricum, Klostergründer, Missionar und Schutzpatron (evangelisch, katholisch)
- Namenstage
  - Erhard, Gudrun, Gudula, Heinrich, Thorsten

Weitere Einträge enthält die Liste von Gedenk- und Aktionstagen.